# Lijst van interlands Belgisch voetbalelftal 1980-1999
Deze pagina toont een chronologisch en gedetailleerd overzicht van de interlands die het Belgisch voetbalelftal speelde in de periode 1980 – 1999

## Interlands

### 1980
|                                                                             |                                                                      |       |           | |
| 27 februari 1980                                                            | België                                                               | 5 - 0 | Luxemburg | Opstelling België: |
| Vriendschappelijk Heizelstadion, Brussel Scheidsrechter: Henk van Ettekoven | Vandenbergh 12', 21' Vandereycken 16' François Van der Elst 66', 89' |       |           | Custers; Gerets, Meeuws, L. Millecamps (46' Plessers), M. Martens (46' Renquin); Dardenne, Cools (59' M. Millecamps), Vandereycken; François Van der Elst, Vandenbergh, Ceulemans Bondscoach: Guy Thys Debuut: Marc Millecamps (KSV Waregem) |

|                                                                       |                                                  |       |         | |
| 18 maart 1980                                                         | België                                           | 2 - 0 | Uruguay | Opstelling België: |
| Vriendschappelijk Heizelstadion, Brussel Scheidsrechter: Robert Wurtz | R. Verheyen 65' (pen.) François Van der Elst 86' |       |         | Custers; Gerets (46' Plessers), Meeuws, L. Millecamps, M. Martens (46' Renquin); Coeck, Vandereycken, R. Verheyen; François Van der Elst , Vandenbergh (70' Dardenne), Ceulemans Bondscoach: Guy Thys |

|                                                                         |                           |       |          | |
| 2 april 1980                                                            | België                    | 2 - 1 | Polen    | Opstelling België: |
| Vriendschappelijk Heizelstadion, Brussel Scheidsrechter: Heinz Aldinger | Coeck 38' Vandenbergh 58' |       | 65' Lato | Custers; Gerets, Meeuws, L. Millecamps (46' M. Martens), Renquin; Coeck, Van Moer (46' Plessers), Vandereycken; François Van der Elst, Vandenbergh, Ceulemans Bondscoach: Guy Thys |

|                                                                        |                                         |       |              | |
| 6 juni 1980                                                            | België                                  | 2 - 1 | Roemenië     | Opstelling België: |
| Vriendschappelijk Heizelstadion, Brussel Scheidsrechter: Jacob Baumann | Ceulemans 68' François Van der Elst 87' |       | 24' Cămătaru | Custers (46' Pfaff); Gerets, L. Millecamps (58' M. Martens), Meeuws, Renquin (89' R. Verheyen); Cools , Vandereycken, Van Moer; François Van der Elst, Dardenne, Ceulemans Bondscoach: Guy Thys |

|                                                                  |               |       |             | |
| 12 juni 1980                                                     | België        | 1 - 1 | Engeland    | Opstelling België: |
| EK 1980 Olympisch Stadion, Turijn Scheidsrechter: Heinz Aldinger | Ceulemans 30' |       | 26' Wilkins | Pfaff; Gerets, Meeuws, L. Millecamps, Renquin; Van Moer (88' Mommens), Vandereycken, Cools ; François Van der Elst, Vandenbergh, Ceulemans Bondscoach: Guy Thys |

|                                                         |                      |       |           | |
| 15 juni 1980                                            | België               | 2 - 1 | Spanje    | Opstelling België: |
| EK 1980 San Siro, Milaan Scheidsrechter: Charles Corver | Gerets 16' Cools 65' |       | 36' Quini | Pfaff; Gerets, Meeuws, L. Millecamps, Renquin; Van Moer (73' Mommens), Vandereycken, Cools ; François Van der Elst, Vandenbergh (81' R. Verheyen), Ceulemans Bondscoach: Guy Thys |

|                                                                 |        |       |        | |
| 18 juni 1980                                                    | Italië | 0 - 0 | België | Opstelling België: |
| EK 1980 Olympisch Stadion, Rome Scheidsrechter: António Garrido |        |       |        | Pfaff; Gerets, L. Millecamps, Meeuws , Renquin; Cools , Vandereycken , Van Moer (48' R. Verheyen), Mommens (77' Vandenbergh); François Van der Elst , Ceulemans Bondscoach: Guy Thys |

|                                                                |                         |       |                   | |
| 22 juni 1980                                                   | België                  | 1 - 2 | West-Duitsland    | Opstelling België: |
| EK 1980 Olympisch Stadion, Rome Scheidsrechter: Nicolae Rainea | Vandereycken 71' (pen.) |       | 10', 89' Hrubesch | Pfaff; Gerets, Meeuws, L. Millecamps , Renquin; Cools , Van Moer, Vandereycken , Mommens; François Van der Elst, Ceulemans Bondscoach: Guy Thys |

|                                                                       |              |       |              | |
| 15 oktober 1980                                                       | Ierland      | 1 - 1 | België       | Opstelling België: |
| WK-kwalificatie Lansdowne Road, Dublin Scheidsrechter: Norbert Rolles | Grealish 42' |       | 13' Cluytens | Pfaff; Gerets, L. Millecamps (88' De Wolf), Meeuws, Renquin; Van Moer (84' Heyligen), Vandereycken, Coeck; Cluytens, Vandenbergh, Ceulemans Bondscoach: Guy Thys Debuut: Michel De Wolf (RWDM) |

|                                                                        |                        |       |           | |
| 19 november 1980                                                       | België                 | 1 - 0 | Nederland | Opstelling België: |
| WK-kwalificatie Heizelstadion, Brussel Scheidsrechter: Eldar Azim-Zade | Vandenbergh 48' (pen.) |       |           | Pfaff; Gerets , Meeuws, L. Millecamps, Renquin; Van Moer , Vandereycken, Coeck; Cluytens, Vandenbergh, Ceulemans Bondscoach: Guy Thys |

|                                                                       |        |       |                               | |
| 21 december 1980                                                      | Cyprus | 0 - 2 | België                        | Opstelling België: |
| WK-kwalificatie Makariostadion, Nicosia Scheidsrechter: Bob Valentine |        |       | 30' Vandenbergh 69' Ceulemans | Pfaff; Gerets , Meeuws, L. Millecamps, Plessers (72' Coeck); Van Moer, Vandereycken, Mommens; Cluytens (78' Voordeckers), Vandenbergh, Ceulemans Bondscoach: Guy Thys |

### 1981
|                                                                      |                              |       |                            | |
| 18 februari 1981                                                     | België                       | 3 - 2 | Cyprus                     | Opstelling België: |
| WK-kwalificatie Heizelstadion, Brussel Scheidsrechter: Arto Ravander | Plessers 12' Vandenbergh 17' |       | 36' Lysandrou 52' Vrahimis | Pfaff; Gerets , Coeck, Renquin, Plessers (72' Vercauteren); Cluytens (72' Voordeckers), Vandereycken, Mommens; Wellens, Vandenbergh, Ceulemans Bondscoach: Guy Thys |

|                                                                    |        |       |         | |
| 25 maart 1981                                                      | België | 1 - 0 | Ierland | Opstelling België: |
| WK-kwalificatie Heizelstadion, Brussel Scheidsrechter: Raul Nazaré |        |       |         | Preud'homme; Gerets , L. Millecamps, Meeuws, Renquin; Coeck (76' Wellens), Vandereycken, Mommens (85' Vercauteren); Cluytens, Vandenbergh, Ceulemans Bondscoach: Guy Thys |

|                                                                                     |                        |       |                              | |
| 29 april 1981                                                                       | Frankrijk              | 3 - 2 | België                       | Opstelling België: |
| WK-kwalificatie Parc des Princes, Parijs Scheidsrechter: Victoriano Sánchez Arminio | Soler 14', 31' Six 26' |       | 5' Vandenbergh 52' Ceulemans | Preud'homme; Gerets, L. Millecamps (17' De Wolf ), Meeuws, Renquin; Van Moer , Vandereycken, Vercauteren (63' R. Verheyen); Cluytens, Vandenbergh, Ceulemans Bondscoach: Guy Thys |

|                                                                       |                                   |       |           | |
| 9 september 1981                                                      | België                            | 2 - 0 | Frankrijk | Opstelling België: |
| WK-kwalificatie Heizelstadion, Brussel Scheidsrechter: Károly Palotai | Czerniatynski 24' Vandenbergh 83' |       |           | Pfaff; Renquin, Meeuws, L. Millecamps, Baecke ; Van Moer (51' M. Millecamps), Coeck , Vercauteren; Vandenbergh, Czerniatynski, Ceulemans Bondscoach: Guy Thys Debuut: Alex Czerniatynski (Antwerp FC) |

|                                                                   |                                    |       |        | |
| 14 oktober 1981                                                   | Nederland                          | 3 - 0 | België | Opstelling België: |
| WK-kwalificatie De Kuip, Rotterdam Scheidsrechter: Brain McGinlay | Metgod 6' Van Kooten 26' Geels 54' |       |        | Pfaff; Gerets , Meeuws 19', 37', L. Millecamps, Renquin; M. Millecamps, Snelders (62' Plessers), Vandereycken, Vercauteren; Voordeckers (46' Cluytens), Czerniatynski Bondscoach: Guy Thys Debuut: Eddy Snelders (KSC Lokeren) |

|                                                                                 |                     |       |        | |
| 16 december 1981                                                                | Spanje              | 2 - 0 | België | Opstelling België: |
| Vriendschappelijk Estadio Luis Casanova, Valencia Scheidsrechter: Bob Valentine | Satrústegui 7', 87' |       |        | Pfaff; Gerets (42' Mariman), Meeuws, L. Millecamps 16', Baecke; Van Moer (64' M. Millecamps), Vandereycken, Vercauteren; Czerniatynski (63' Geurts), Vandenbergh, Ceulemans Bondscoach: Guy Thys Debuut: Frank Mariman (Antwerp FC) |

### 1982
|                                                                         |                                             |       |              | |
| 24 maart 1982                                                           | België                                      | 4 - 1 | Roemenië     | Opstelling België: |
| Vriendschappelijk Heizelstadion, Brussel Scheidsrechter: Daniel Lambert | R. Verheyen 11', 45' Czerniatynski 67', 75' |       | 51' Ţicleanu | Pfaff; Gerets (47' M. Millecamps), L. Millecamps, Vandereycken, Baecke; Van Moer, Coeck, R. Verheyen, Vercauteren; Vandenbergh (76' Geurts), Czerniatynski Bondscoach: Guy Thys |

|                                                                      |                             |       |              | |
| 28 april 1982                                                        | België                      | 2 - 1 | Bulgarije    | Opstelling België: |
| Vriendschappelijk Heizelstadion, Brussel Scheidsrechter: Gerd Hennig | Vandenbergh 3' Van Moer 53' |       | 26' Mladenov | Pfaff; Gerets, L. Millecamps, Vandereycken (8' R. Verheyen), Renquin; Van Moer (62' François Van der Elst), Coeck, Vercauteren (62' Mommens); Vandenbergh, Ceulemans, Czerniatynski Bondscoach: Guy Thys |

|                                                                           |            |       |        | |
| 27 mei 1982                                                               | Denemarken | 1 - 0 | België | Opstelling België: |
| Vriendschappelijk Idrætsparken, Kopenhagen Scheidsrechter: Hans Harrysson | Elkjær 62' |       |        | Pfaff (46' Custers); Gerets, L. Millecamps, De Schrijver, Renquin; Coeck, Van Moer (66' Czerniatynski), Vercauteren; François Van der Elst, Vandenbergh, Ceulemans (84' Daerden) Bondscoach: Guy Thys Debuut: Maurits De Schrijver (KSC Lokeren), Jos Daerden (Standard Luik) |

|                                                              |            |       |                 | |
| 13 juni 1982                                                 | Argentinië | 0 - 1 | België          | Opstelling België: |
| WK 1982 Camp Nau, Barcelona Scheidsrechter: Vojtech Christov |            |       | 63' Vandenbergh | Pfaff; Gerets , L. Millecamps 50', De Schrijver, Baecke; Vandersmissen, Coeck, Ceulemans, Vercauteren; Vandenbergh, Czerniatynski Bondscoach: Guy Thys Debuut: Guy Vandersmissen (Standard Luik) |

|                                                                            |           |       |             | |
| 19 juni 1982                                                               | België    | 1 - 0 | El Salvador | Opstelling België: |
| WK 1982 Estadio Manuel Martínez Valero, Elx Scheidsrechter: Malcolm Moffat | Coeck 19' |       |             | Pfaff 66'; Gerets , Meeuws 74', L. Millecamps, Baecke; Vandersmissen (46' François Van der Elst), Coeck, Ceulemans (80' Van Moer), Vercauteren; Vandenbergh, Czerniatynski Bondscoach: Guy Thys |

|                                                                         |                   |       |           | |
| 22 juni 1982                                                            | België            | 1 - 1 | Hongarije | Opstelling België: |
| WK 1982 Estadio Manuel Martínez Valero, Elx Scheidsrechter: Clive White | Czerniatynski 75' |       | 28' Varga | Pfaff 67'; Gerets (61' Plessers), Meeuws 79', L. Millecamps, Baecke; Vandersmissen (46' Van Moer), Coeck, Ceulemans, Vercauteren; Czerniatynski, Vandenbergh Bondscoach: Guy Thys |

|                                                        |        |       |                     | |
| 28 juni 1982                                           | België | 0 - 3 | Polen               | Opstelling België: |
| WK 1982 Camp Nou, Barcelona Scheidsrechter: Luís Siles |        |       | 3', 25', 54' Boniek | Custers; Renquin, L. Millecamps, Meeuws, Plessers (87' Baecke); Van Moer (46' François Van der Elst), Coeck, Vercauteren; Vandenbergh, Ceulemans, Czerniatynski Bondscoach: Guy Thys |

|                                                            |        |       |                  | |
| 1 juli 1982                                                | België | 0 - 1 | Sovjet-Unie      | Opstelling België: |
| WK 1982 Camp Nou, Barcelona Scheidsrechter: Michel Vautrot |        |       | 28' Hovhannesjan | Munaron; Renquin, Meeuws , L. Millecamps, De Schrijver (65' M. Millecamps); Vandersmissen (67' Czerniatynski), Coeck, R. Verheyen, Vercauteren; Vandenbergh, Ceulemans Bondscoach: Guy Thys Debuut: Jacky Munaron (RSC Anderlecht) |

|                                                                               |                |       |        | |
| 22 september 1982                                                             | West-Duitsland | 0 - 0 | België | Opstelling België: |
| Vriendschappelijk Olympisch Stadion, München Scheidsrechter: Vojtech Christov |                |       |        | Pfaff; Gerets , Meeuws, Daerden, Baecke; Vandersmissen, Coeck, Vercauteren (75' Mommens); R. Verheyen, Ceulemans, Czerniatynski (83' Hoste) Bondscoach: Guy Thys Debuut: Yvan Hoste (KSK Tongeren) |

|                                                                      |                                          |       |             | |
| 6 oktober 1982                                                       | België                                   | 3 - 0 | Zwitserland | Opstelling België: |
| EK-kwalificatie Heizelstadion, Brussel Scheidsrechter: Paolo Bergamo | Lüdi 2' (e.d.) Coeck 47' Vandenbergh 82' |       |             | Pfaff; Gerets , Meeuws, Daerden, Baecke 62'; Vandersmissen, Coeck, Ceulemans, Vercauteren; Vandenbergh, Czerniatynski Bondscoach: Guy Thys |

|                                                                        |                                                |       |                   | |
| 15 december 1982                                                       | België                                         | 3 - 2 | Schotland         | Opstelling België: |
| EK-kwalificatie Heizelstadion, Brussel Scheidsrechter: António Garrido | Vandenbergh 26' François Van der Elst 38', 63' |       | 13', 35' Dalglish | Pfaff; Gerets , Daerden, Meeuws, Baecke; Vandersmissen, Coeck, Vercauteren (64' R. Verheyen); François Van der Elst, Vandenbergh (64' De Schrijver), Ceulemans Bondscoach: Guy Thys |

### 1983
|                                                                        |                                |       |                                  | |
| 30 maart 1983                                                          | Duitse Democratische Republiek | 1 - 2 | België                           | Opstelling België: |
| EK-kwalificatie Zentralstadion, Leipzig Scheidsrechter: John Carpenter | Streich 83'                    |       | 36' Van der Elst 69' Vandenbergh | Munaron; Gerets 60', Meeuws 33' (85' Clijsters), L. Millecamps, De Groote (46' Baecke); Vandersmissen, Coeck, Ceulemans, Vercauteren; François Van der Elst, Vandenbergh Bondscoach: Guy Thys Debuut: Lei Clijsters (Waterschei SV Thor), Michel De Groote (RSC Anderlecht) |

|                                                                             |                         |       |                                | |
| 27 april 1983                                                               | België                  | 2 - 1 | Duitse Democratische Republiek | Opstelling België: |
| EK-kwalificatie Heizelstadion, Brussel Scheidsrechter: Emilio Guruceta Muro | Ceulemans 19' Coeck 37' |       | 9' Streich                     | Pfaff; Gerets , L. Millecamps, Meeuws, De Groote; Vandersmissen, Coeck, Ceulemans, Vercauteren; François Van der Elst, Vandenbergh Bondscoach: Guy Thys |

|                                                                           |                 |       |           | |
| 31 mei 1983                                                               | België          | 1 - 1 | Frankrijk | Opstelling België: |
| EK-kwalificatie Stade Municipal, Luxemburg Scheidsrechter: Norbert Rolles | Voordeckers 12' |       | 11' Six   | Munaron; Gerets , L. Millecamps, Meeuws, De Wolf; Vandersmissen, Coeck, Vercauteren; François Van der Elst, Van Der Linden (59' Clijsters), Voordeckers Bondscoach: Guy Thys Debuut: Marc Van Der Linden (Antwerp FC) |

|                                                                             |                 |       |                | |
| 21 september 1983                                                           | België          | 1 - 1 | Nederland      | Opstelling België: |
| Vriendschappelijk Heizelstadion, Brussel Scheidsrechter: Ulrich Nyffenegger | Voordeckers 74' |       | 64' Van Basten | Pfaff; Gerets , L. Millecamps, Meeuws, De Wolf; Vandersmissen, Coeck (85' R. Verheyen), Ceulemans, Vercauteren; Voordeckers, Vandenbergh Bondscoach: Guy Thys |

|                                                                       |              |       |                 | |
| 12 oktober 1983                                                       | Schotland    | 1 - 1 | België          | Opstelling België: |
| EK-kwalificatie Hampden Park, Glasgow Scheidsrechter: Enzo Barbaresco | Nicholas 55' |       | 30' Vercauteren | Pfaff; Gerets , L. Millecamps, Meeuws (74' De Wolf), Wintacq; François Van der Elst, Coeck, Ceulemans, Vercauteren; Claesen, Voordeckers Bondscoach: Guy Thys Debuut: Michel Wintacq (Standard Luik), Nico Claesen (RFC Seraing) |

|                                                                   |                                        |       |                 | |
| 9 november 1983                                                   | Zwitserland                            | 3 - 1 | België          | Opstelling België: |
| EK-kwalificatie Wankdorfstadion, Bern Scheidsrechter: Volker Roth | Schällibaum 24' Brigger 76' Geiger 82' |       | 64' Vandenbergh | Pfaff; Gerets 60', L. Millecamps, Meeuws, Mommens; François Van der Elst 16' (46' Vandersmissen), Coeck (62' Claesen), Vercauteren; Voordeckers, Vandenbergh, Ceulemans Bondscoach: Guy Thys |

### 1984
|                                                                     |        |       |                | |
| 29 februari 1984                                                    | België | 0 - 1 | West-Duitsland | Opstelling België: |
| Vriendschappelijk Heizelstadion, Brussel Scheidsrechter: Bep Thomas |        |       | 76' Völler     | Pfaff; Renquin (46' Daerden), Meeuws , Lambrichts, Plessers; Theunis, R. Verheyen, Ceulemans, Vercauteren (37' De Wolf); Claesen, Voordeckers Bondscoach: Guy Thys Debuut: Paul Lambrichts (KSK Beveren), Paul Theunis (KSK Beveren) |

|                                                                                   |       |       |                   | |
| 17 april 1984                                                                     | Polen | 0 - 1 | België            | Opstelling België: |
| Vriendschappelijk Wojska Polskiegostadion, Warschau Scheidsrechter: Radu Petrescu |       |       | 89' Czerniatynski | Pfaff ; De Greef, Clijsters, Lambrichts, De Wolf; L. Van Der Elst, Theunis, Vandenbergh (46' Czerniatynski), Mommens ; Claesen, Voordeckers Bondscoach: Guy Thys Debuut: Walter De Greef (RSC Anderlecht), Leo Van Der Elst (Antwerp FC) |

|                                                                          |                    |       |                         | |
| 6 juni 1984                                                              | België             | 2 - 2 | Hongarije               | Opstelling België: |
| Vriendschappelijk Heizelstadion, Brussel Scheidsrechter: Georges Konrath | Ceulemans 17', 88' |       | 11' Hajszán 59' Nyilasi | Pfaff; De Greef, Clijsters (46' Lambrichts), Vandereycken, De Wolf; Scifo, Coeck , Vercauteren 61'; Ceulemans, Claesen, Voordeckers (61' Czerniatynski 63') Bondscoach: Guy Thys Debuut: Enzo Scifo (RSC Anderlecht) |

|                                                                     |                          |       |             | |
| 13 juni 1984                                                        | België                   | 2 - 0 | Joegoslavië | Opstelling België: |
| EK 1984 Stade Félix Bollaert, Lens Scheidsrechter: Erik Fredriksson | Vandenbergh 28' Grün 44' |       |             | Pfaff; Grün, Clijsters (34' Lambrichts), De Greef, De Wolf; Scifo, Vandereycken, Vercauteren; Ceulemans , Claesen, Vandenbergh Bondscoach: Guy Thys Debuut: Georges Grün (RSC Anderlecht) |

|                                                                     |                                                       |       |                 | |
| 16 juni 1984                                                        | Frankrijk                                             | 5 - 1 | België          | Opstelling België: |
| EK 1984 Stade de la Beaujoire, Nantes Scheidsrechter: Bob Valentine | Platini 3', 74' (pen.), 88' Giresse 32' Fernández 43' |       | 30' Vercauteren | Pfaff; Grün, Lambrichts, De Greef, De Wolf; Scifo (52' R. Verheyen), Vandereycken (46' Coeck), Ceulemans , Vercauteren; Claesen , Vandenbergh Bondscoach: Guy Thys |

|                                                                      |                               |       |                                         | |
| 19 juni 1984                                                         | België                        | 2 - 3 | Denemarken                              | Opstelling België: |
| EK 1984 Stade de la Meinau, Straatsburg Scheidsrechter: Adolf Prokop | Ceulemans 26' Vercauteren 38' |       | 4' (pen.) Arnesen 61' Brylle 85' Elkjær | Pfaff; Grün, De Greef 62', Clijsters, De Wolf; Scifo, Vandereycken , Ceulemans , Vercauteren (62' Voordeckers); Vandenbergh, Claesen (46' Coeck) Bondscoach: Guy Thys |

|                                                                       |        |       |                          | |
| 5 september 1984                                                      | België | 0 - 2 | Argentinië               | Opstelling België: |
| Vriendschappelijk Heizelstadion, Brussel Scheidsrechter: Franz Wöhrer |        |       | 9' Trobbiani 36' Ruggeri | Munaron; Grün, De Wolf, Clijsters, Baecke (46' Jaspers); Scifo, Vandereycken , Vercauteren; Czerniatynski, Degryse, Ceulemans Bondscoach: Guy Thys Debuut: Eddy Jaspers (KSK Beveren), Marc Degryse (Club Brugge) |

|                                                                      |                                       |       |           | |
| 17 oktober 1984                                                      | België                                | 3 - 1 | Albanië   | Opstelling België: |
| WK-kwalificatie Heizelstadion, Brussel Scheidsrechter: Arto Ravander | Claesen 59' Scifo 83' Voordeckers 87' |       | 69' Omuri | Munaron; Grün, Dirk De Vriese, Renquin, De Wolf; L. Van Der Elst (59' Degryse, Vandereycken , Vercauteren; Scifo, Claesen, Czerniatynski (70' Voordeckers) Bondscoach: Guy Thys Debuut: Dirk De Vriese (KSC Lokeren) |

|                                                                                        |             |       |        | |
| 19 december 1984                                                                       | Griekenland | 0 - 0 | België | Opstelling België: |
| WK-kwalificatie Olympisch Stadion Spyridon Louis, Athene Scheidsrechter: Heinz Fahnler |             |       |        | Pfaff; Grün 74', Jaspers, Franky Van der Elst, Renquin, De Groote 29'; Scifo, Ceulemans , Vercauteren; Claesen, Czerniatynski (62' Voordeckers) Bondscoach: Guy Thys Debuut: Franky Van der Elst (Club Brugge) |

|                                                                                       |                    |       |        | |
| 22 december 1984                                                                      | Albanië            | 2 - 0 | België | Opstelling België: |
| WK-kwalificatie Qemal Stafastadion, Tirana Scheidsrechter: Victoriano Sánchez Arminio | Josa 69' Minga 86' |       |        | Pfaff; Grün, Jaspers, Franky Van der Elst, Renquin, De Groote; Scifo (46' Clijsters), Ceulemans , Vercauteren; Claesen, Czerniatynski (60' Voordeckers) Bondscoach: Guy Thys |

### 1985
|                                                                      |                           |       |             | |
| 27 maart 1985                                                        | België                    | 2 - 0 | Griekenland | Opstelling België: |
| WK-kwalificatie Heizelstadion, Brussel Scheidsrechter: Keith Hackett | Vercauteren 69' Scifo 89' |       |             | Pfaff 19'; Grün, Plessers, Renquin, De Wolf; Scifo, Vandereycken, Ceulemans , Vercauteren; Vandenbergh, Voordeckers, Bondscoach: Guy Thys |

|                                                                       |                                 |       |       | |
| 1 mei 1985                                                            | België                          | 2 - 0 | Polen | Opstelling België: |
| WK-kwalificatie Heizelstadion, Brussel Scheidsrechter: Malcolm Moffat | Vandenbergh 30' Vercauteren 52' |       |       | Munaron; Grün, Franky Van der Elst, Renquin, Plessers; Scifo (82' Clijsters), Vandereycken, Ceulemans , Vercauteren (80' Mommens); Vandenbergh, Voordeckers Bondscoach: Guy Thys |

|                                                                      |       |       |        | |
| 11 september 1985                                                    | Polen | 0 - 0 | België | Opstelling België: |
| WK-kwalificatie Śląskistadion, Chorzów Scheidsrechter: Bob Valentine |       |       |        | Pfaff; Gerets, Franky Van der Elst, Grün (52' Degryse), Renquin; Scifo, Vandereycken, Ceulemans , Plessers; Vandenbergh (73' Clijsters), Voordeckers Bondscoach: Guy Thys |

|                                                                                        |                 |       |           | |
| 16 oktober 1985                                                                        | België          | 1 - 0 | Nederland | Opstelling België: |
| WK-kwalificatie Constant Vanden Stockstadion, Anderlecht Scheidsrechter: Pietro D'Elia | Vercauteren 19' |       |           | Pfaff; Gerets, Grün (68' Czerniatynski), Franky Van der Elst 38', Renquin; L. Van Der Elst, Vandereycken, Vercauteren 84'; Claesen, Vandenbergh, Ceulemans Bondscoach: Guy Thys |

|                                                                            |                        |       |          | |
| 20 november 1985                                                           | Nederland              | 2 - 1 | België   | Opstelling België: |
| WK-kwalificatie Qemal Stafastadion, Tirana Scheidsrechter: George Courtney | Houtman 60' De Wit 71' |       | 84' Grün | Pfaff; Gerets, Franky Van der Elst (75' Veyt), Broos, Clijsters, De Wolf; L. Van Der Elst (75' Grün), Vandereycken, Ceulemans , Vercauteren; Desmet Bondscoach: Guy Thys Debuut: Danny Veyt (KSV Waregem), Philippe Desmet (KSV Waregem) |

### 1986
|                                                                                     |                                      |       |        | |
| 19 februari 1986                                                                    | Spanje                               | 3 - 0 | België | Opstelling België: |
| Vriendschappelijk Estadio Manuel Martínez Valero, Elx Scheidsrechter: Paolo Casarin | Butragueño 3' Salinas 41' Maceda 72' |       |        | Munaron; Gerets , Franky Van der Elst (46' De Wolf), Grün, Renquin; Scifo, Vandersmissen (46' Veyt), Clijsters (46' Broos), Vercauteren; Desmet, Czerniatynski Bondscoach: Guy Thys |

|                                                                       |                            |       |           | |
| 23 april 1986                                                         | België                     | 2 - 0 | Bulgarije | Opstelling België: |
| Vriendschappelijk Heizelstadion, Brussel Scheidsrechter: Dieter Pauly | Desmet 43' Vandenbergh 55' |       |           | Bodart; Gerets (46' Grün), Franky Van der Elst (46' Renquin), Demol, Vervoort; L. Van Der Elst, Vandereycken, Ceulemans (81' Claesen), Vercauteren; Vandenbergh, Desmet Bondscoach: Guy Thys Debuut: Gilbert Bodart (Standard Luik), Stéphane Demol (RSC Anderlecht), Patrick Vervoort (Beerschot VAV) |

|                                                                       |             |       |                                        | |
| 19 mei 1986                                                           | België      | 1 - 3 | Joegoslavië                            | Opstelling België: |
| Vriendschappelijk Heizelstadion, Brussel Scheidsrechter: Alain Delmer | Claesen 60' |       | 7' Škoro 23' Gračan 27' (pen.) Vujović | Pfaff; Gerets (46' Grün), Renquin (46' Franky Van der Elst), Demol (46' Broos), Vervoort (46' De Wolf); L. Van Der Elst (46' Enzo Scifo), Vandereycken (46' Clijsters), Vercauteren; Claesen, Vandenbergh, Ceulemans Bondscoach: Guy Thys |

|                                                                     |                          |       |                 | |
| 3 juni 1986                                                         | Mexico                   | 2 - 1 | België          | Opstelling België: |
| WK 1986 Aztekenstadion, Mexico-Stad Scheidsrechter: Carlos Espósito | Quirarte 23' Sánchez 39' |       | 43' Vandenbergh | Pfaff; Gerets, Franky Van der Elst 56', Broos, De Wolf; Scifo, Vandereycken, Ceulemans , Vercauteren; Vandenbergh (66' Demol),Desmet (59' Claesen) Bondscoach: Guy Thys |

|                                                         |                              |       |              | |
| 8 juni 1986                                             | België                       | 2 - 1 | Irak         | Opstelling België: |
| WK 1986 La Bombonera, Toluca Scheidsrechter: Jesús Díaz | Scifo 16' Claesen 19' (pen.) |       | 59' Ammaiesh | Pfaff; Gerets, Franky Van der Elst, Demol (66' Clijsters), De Wolf; Scifo (68' Grün), Vandereycken, Ceulemans , Vercauteren; Claesen 16', Desmet Bondscoach: Guy Thys |

|                                                            |                          |       |                  | |
| 11 juni 1986                                               | België                   | 2 - 2 | Paraguay         | Opstelling België: |
| WK 1986 La Bombonera, Toluca Scheidsrechter: Bogdan Dochev | Vercauteren 32' Veyt 59' |       | 50', 76' Cabañas | Pfaff; Renquin, Grün (89' L. Van Der Elst), Broos, Vervoort; Scifo, Demol, Ceulemans 55', Vercauteren; Veyt, Claesen Bondscoach: Guy Thys |

|                                                             |                                                 |              |                               | |
| 15 juni 1986                                                | België                                          | 4 - 3 (n.v.) | Sovjet-Unie                   | Opstelling België: |
| WK 1986 Estadio León, León Scheidsrechter: Erik Fredriksson | Scifo 56' Ceulemans 77' Demol 102' Claesen 110' |              | 27', 69', 111' (pen.) Belanov | Pfaff; Gerets (99' L. Van Der Elst), Grün (111' Clijsters), Vervoort, Renquin 65'; Scifo, Demol, Ceulemans , Vercauteren; Veyt, Claesen Bondscoach: Guy Thys |

|                                                                       |                                                            |                      |                                        | |
| 22 juni 1986                                                          | België                                                     | 1 - 1 (n.v.)         | Spanje                                 | Opstelling België: |
| WK 1986 Estadio Cuauhtémoc, Puebla Scheidsrechter: Siegfried Kirschen | Ceulemans 34' Claesen Scifo Broos Vervoort L. Van Der Elst | Strafschoppen: 5 - 4 | 85' Señor Eloy Chendo Butragueño Muñoz | Pfaff; Gerets, Grün 115', Demol 24', Renquin, Vervoort; Scifo, Ceulemans , Vercauteren (106' L. Van Der Elst); Claesen, Veyt (83' Broos), Bondscoach: Guy Thys |

|                                                                             |                   |       |        | |
| 25 juni 1986                                                                | Argentinië        | 2 - 0 | België | Opstelling België: |
| WK 1986 Aztekenstadion, Mexico-Stad Scheidsrechter: Antonio Márquez Ramírez | Maradona 52', 63' |       |        | Pfaff; Gerets, Grün, Demol, Renquin (53' Desmet), Vervoort; Scifo, Ceulemans , Vercauteren; Veyt 27', Claesen Bondscoach: Guy Thys |

|                                                                    |                           |              |                                                        | |
| 28 juni 1986                                                       | België                    | 2 - 4 (n.v.) | Frankrijk                                              | Opstelling België: |
| WK 1986 Estadio Cuauhtémoc, Puebla Scheidsrechter: George Courtney | Ceulemans 11' Claesen 73' |              | 27' Ferreri 43' Papin 104' Genghini 111' (pen.) Amoros | Pfaff 63'; Gerets, Grün, Demol, Renquin (46' Franky Van der Elst), Vervoort; Scifo (64' L. Van Der Elst), Ceulemans , Mommens; Veyt, Claesen Bondscoach: Guy Thys |

|                                                                  |                       |       |                                | |
| 10 september 1986                                                | België                | 2 - 2 | Ierland                        | Opstelling België: |
| EK-kwalificatie Heizelstadion, Brussel Scheidsrechter: Ioan Igna | Claesen 14' Scifo 71' |       | 18' Stapleton 89' (pen.) Brady | Pfaff; Grün, Clijsters, Franky Van der Elst, Demol, Vervoort; Scifo , Ceulemans , Vercauteren; Desmet, Claesen Bondscoach: Guy Thys |

|                                                                                     |           |       |                                                                     | |
| 14 oktober 1986                                                                     | Luxemburg | 0 - 6 | België                                                              | Opstelling België: |
| EK-kwalificatie Stade Municipal, Luxemburg Scheidsrechter: Krzysztof Czemarmazowicz |           |       | 6' Gerets 8', 53', 89' (pen.) Claesen 40' Vercauteren 87' Ceulemans | Munaron; Gerets, Clijsters, Demol (51' Grün), Vervoort; Scifo (56' L. Van Der Elst), Ceulemans , Vercauteren; Claesen, Vandenbergh, Desmet Bondscoach: Guy Thys |

|                                                                                   |             |       |           | |
| 19 november 1986                                                                  | België      | 1 - 1 | Bulgarije | Opstelling België: |
| EK-kwalificatie Heizelstadion, Brussel Scheidsrechter: Victoriano Sánchez Arminio | Janssen 48' |       | 63' Tanev | Pfaff; Gerets, Clijsters (46' Renquin), Demol, Vervoort; Scifo, Janssen, Ceulemans , Vercauteren; Claesen 44',Philippe Desmet (56' Grün) Bondscoach: Guy Thys Debuut: Pier Janssen (RSC Anderlecht) |

### 1987
|                                                                                |            |       |        | |
| 4 februari 1987                                                                | Portugal   | 1 - 0 | België | Opstelling België: |
| Vriendschappelijk Estádio Primeiro de Maio, Braga Scheidsrechter: Joël Quiniou | Frasco 45' |       |        | Bodart; Gerets, Grün, Demol, Vervoort; Janssen (46' L. Van Der Elst), Vandersmissen, Scifo, Ceulemans , Vercauteren; Claesen (60' M'Buyu) Bondscoach: Guy Thys Debuut: Dimitri M'Buyu (KSC Lokeren) |

|                                                                                         |                                      |       |            | |
| 1 april 1987                                                                            | België                               | 4 - 1 | Schotland  | Opstelling België: |
| EK-kwalificatie Constant Vanden Stockstadion, Anderlecht Scheidsrechter: Michel Vautrot | Claesen 9', 55', 85' Vercauteren 75' |       | 14' McStay | Pfaff ; Grün, Clijsters, Demol, Vervoort; Scifo (74' L. Van Der Elst), Franky Van der Elst (89' Vandersmissen), Vercauteren; Claesen, Vandenbergh, Desmet Bondscoach: Guy Thys |

|                                                                       |         |       |        | |
| 29 april 1987                                                         | Ierland | 0 - 0 | België | Opstelling België: |
| EK-kwalificatie Lansdowne Road, Dublin Scheidsrechter: Heinz Holzmann |         |       |        | Pfaff; Gerets, Grün, Clijsters, Albert (65' Janssen), Vervoort; Scifo, Ceulemans , Vercauteren ; Desmet, Claesen Bondscoach: Guy Thys Debuut: Philippe Albert (Sporting Charleroi) |

|                                                                     |           |       |        | |
| 9 september 1987                                                    | Nederland | 0 - 0 | België | Opstelling België: |
| Vriendschappelijk De Kuip, Rotterdam Scheidsrechter: Rolf Blattmann |           |       |        | Pfaff; Gerets (46' Renquin), Grün, Clijsters, Vervoort; Vandersmissen, Franky Van der Elst, Vercauteren; Claesen (68' Vandenbergh), Degryse, Ceulemans (68' Desmet) Bondscoach: Guy Thys |

|                                                                                             |                       |       |        | |
| 23 september 1987                                                                           | Bulgarije             | 2 - 0 | België | Opstelling België: |
| EK-kwalificatie Vasil Levski Nationaal Stadion, Sofia Scheidsrechter: Karl-Heinz Tritschler | Sirakov 19' Tanev 70' |       |        | Pfaff ; Gerets, Grün, Clijsters , Renquin; Scifo (72' Vandersmissen), Franky Van der Elst (61' Veyt), Degryse, Vervoort ; Claesen, Desmet Bondscoach: Guy Thys |

|                                                                     |                        |       |        | |
| 14 oktober 1987                                                     | Schotland              | 2 - 0 | België | Opstelling België: |
| EK-kwalificatie Hampden Park, Glasgow Scheidsrechter: Paolo Casarin | McCoist 14' McStay 79' |       |        | Preud'homme; Gerets, Grün, Clijsters, Vervoort; Beyens 50' (55' Desmet), Franky Van der Elst, Vercauteren; Claesen, Degryse, Ceulemans Bondscoach: Guy Thys Debuut: Luc Beyens (Club Brugge) |

|                                                                    |                                     |       |           | |
| 11 november 1987                                                   | België                              | 3 - 0 | Luxemburg | Opstelling België: |
| EK-kwalificatie Heizelstadion, Brussel Scheidsrechter: Egil Nervik | Ceulemans 17' Degryse 55' Creve 81' |       |           | Preud'homme; Grün, Clijsters, Plovie (46' Dekenne), Mommens; Beyens (71' Creve), Ceulemans , De Mesmaeker; Claesen, Van Der Linden, Degryse Bondscoach: Guy Thys Debuut: Pascal Plovie (Antwerp FC), Franky Dekenne (KSV Waregem), Peter Creve (Club Brugge), Paul De Mesmaeker (RWDM) |

### 1988
|                                                                           |                         |       |                                         | |
| 19 januari 1988                                                           | Israël                  | 2 - 3 | België                                  | Opstelling België: |
| Vriendschappelijk Ramat Ganstadion, Ramat Gan Scheidsrechter: Antal Huták | Malmilian 57' Tikva 69' |       | 15' Degryse 19' Van Der Linden 47' Grün | Preud'homme; Grün, Clijsters, Mommens, Dekenne (46' Emmerechts); Emmers, Franky Van der Elst 74', Ceulemans , Creve (63' Severeyns); Degryse, Van Der Linden Bondscoach: Guy Thys Debuut: Geert Emmerechts (RWDM), Marc Emmers (KV Mechelen), Francis Severeyns (Antwerp FC) |

|                                                                         |                                                     |       |           | |
| 26 maart 1988                                                           | België                                              | 3 - 0 | Hongarije | Opstelling België: |
| Vriendschappelijk Lansdowne Road, Dublin Scheidsrechter: Heinz Holzmann | Ceulemans 53' (pen.) Fitos 61' (e.d.) Severeyns 81' |       |           | Preud'homme; Grün, Clijsters, Demol (46' Mommens), Vervoort; Emmers, Franky Van der Elst, Ceulemans , Creve; Degryse (65' Severeyns), Nilis (46' Van Der Linden) Bondscoach: Guy Thys Debuut: Luc Nilis (RSC Anderlecht) |

|                                                                   |                                   |       |              | |
| 5 juni 1988                                                       | Denemarken                        | 3 - 1 | België       | Opstelling België: |
| Vriendschappelijk Odensestadion, Odense Scheidsrechter: Kaj Natri | Olsen 57' Eriksen 37' (pen.), 75' |       | 6' Ceulemans | Preud'homme; Grün, Clijsters, Demol, Dekenne, Vervoort; Scifo, Franky Van der Elst, Ceulemans ; Degryse, Vandenbergh Bondscoach: Guy Thys |

|                                                                             |               |       |                  | |
| 12 oktober 1988                                                             | België        | 1 - 2 | Brazilië         | Opstelling België: |
| Vriendschappelijk Bosuilstadion, Antwerpen Scheidsrechter: Aron Schmidhuber | Clijsters 64' |       | 24', 39' Geovani | Preud'homme (80' Bodart); Grün, Clijsters, Demol, Versavel; Veyt, Franky Van der Elst, Scifo (60' Christiaens), Vercauteren (60' Vervoort);Ceulemans (46' Nilis), Francis Severeyns |

|                                                                    |              |       |             | |
| 19 oktober 1988                                                    | België       | 1 - 0 | Zwitserland | Opstelling België: |
| WK-kwalificatie Heizelstadion, Brussel Scheidsrechter: David Syrne | Vervoort 29' |       |             | Bodart; Grün, Clijsters, Demol, Versavel; Emmers, Franky Van der Elst, Scifo, Vervoort; Ceulemans , Nilis (76' Severeyns) Bondscoach: Guy Thys |

|                                                                       |                   |       |        | |
| 16 november 1988                                                      | Tsjecho-Slowakije | 0 - 0 | België | Opstelling België: |
| WK-kwalificatie Tehelné pole, Bratislava Scheidsrechter: Neil Midgley |                   |       |        | Preud'homme; Gerets , Grün, Demol, Albert, De Wolf; Emmers, Franky Van der Elst, Scifo (77' Van Der Linden 85'); Veyt, Christiaens (80' Nilis) Bondscoach: Guy Thys |

### 1989
|                                                                        |             |       |                    | |
| 15 februari 1989                                                       | Portugal    | 1 - 1 | België             | Opstelling België: |
| WK-kwalificatie Estádio da Luz, Lissabon Scheidsrechter: Gérard Biguet | Paneira 52' |       | 82' Van Der Linden | Preud'homme; Gerets, Grün, Demol 6' (81' Van Der Linden), Versavel; Emmers, Franky Van der Elst 74', Scifo, De Wolf; Ceulemans , Degryse Bondscoach: Guy Thys |

|                                                                       |                  |       |                   | |
| 29 april 1989                                                         | België           | 2 - 1 | Tsjecho-Slowakije | Opstelling België: |
| WK-kwalificatie Heizelstadion, Brussel Scheidsrechter: Emilio Soriano | Degryse 30', 77' |       | 41' Luhový        | Preud'homme; Gerets, Grün, Demol, Albert; Emmers, Franky Van der Elst, Versavel; Degryse, Ceulemans , Nilis (65' Van Der Linden) Bondscoach: Guy Thys |

|                                                                             |                           |       |             | |
| 27 mei 1989                                                                 | België                    | 1 - 0 | Joegoslavië | Opstelling België: |
| Vriendschappelijk Heizelstadion, Brussel Scheidsrechter: Serge Muhmenthaler | Van Der Linden 77' (pen.) |       |             | Preud'homme; Sanders, De Sart, Albert , Versavel; Emmers, Franky Van der Elst, Scifo (46' Van Der Linden), Vervoort; Degryse (76' Veyt), Ceulemans (46' Nilis) Bondscoach: Guy Thys Debuut: Koen Sanders (KV Mechelen), Jean-François De Sart (FC Luik) |

|                                                                                      |           |       |                                                | |
| 1 juni 1989                                                                          | Luxemburg | 0 - 5 | België                                         | Opstelling België: |
| WK-kwalificatie Stade Grimonprez-Jooris, Rijsel Scheidsrechter: Borislav Aleksandrov |           |       | 13', 53', 64', 89' Van Der Linden 66' Vervoort | Preud'homme; Gerets, Demol, Sanders, Versavel; Emmers, Franky Van der Elst (74' Scifo), Vervoort; Degryse, Van Der Linden, Ceulemans Bondscoach: Guy Thys |

|                                                                              |        |       |                           | |
| 8 juni 1989                                                                  | Canada | 0 - 2 | België                    | Opstelling België: |
| Vriendschappelijk Terry Fox Stadium, Ottawa Scheidsrechter: Adriano Brunetti |        |       | 58' Ceulemans 87' Degryse | Preud'homme; Gerets, De Sart, Albert, Sanders; Emmers (46' Houben), Franky Van der Elst, Vervoort; Degryse, Van Der Linden, Ceulemans Bondscoach: Guy Thys Debuut: Jean-Marie Houben (FC Luik) |

|                                                                      |                                       |       |            | |
| 23 augustus 1989                                                     | België                                | 3 - 0 | Denemarken | Opstelling België: |
| Vriendschappelijk Olympiastadion, Brugge Scheidsrechter: Cees Bakker | Degryse 22' Ceulemans 32', 81' (pen.) |       |            | Bodart (46' De Wilde); Grün, Demol (62' De Sart), Broeckaert, De Wolf; Houben, Franky Van der Elst, Degryse, Boffin (80' Borkelmans); Ceulemans (85' Nilis), Van Der Linden Bondscoach: Walter Meeuws Debuut: Filip De Wilde (RSC Anderlecht), Nico Broeckaert (Antwerp FC), Danny Boffin (FC Luik), Vital Borkelmans (Club Brugge) |

|                                                                       |                                       |       |          | |
| 6 september 1989                                                      | België                                | 3 - 0 | Portugal | Opstelling België: |
| WK-kwalificatie Heizelstadion, Brussel Scheidsrechter: Aleksej Spirin | Ceulemans 34' Van Der Linden 59', 69' |       |          | Preud'homme; Gerets, Grün, Demol, De Wolf; Emmers, Franky Van der Elst, Versavel; Degryse, Van Der Linden (86' Nilis), Ceulemans Bondscoach: Walter Meeuws |

|                                                                      |                         |       |                               | |
| 11 oktober 1989                                                      | Zwitserland             | 2 - 2 | België                        | Opstelling België: |
| WK-kwalificatie St. Jakob-Park, Bazel Scheidsrechter: Lajos Hartmann | Knup 51' Türkyilmaz 60' |       | 57' Degryse 72' (e.d.) Geiger | Preud'homme; Gerets, Clijsters, Demol 71', Versavel; Emmers (46' Scifo), Franky Van der Elst, Vervoort; Degryse, Van Der Linden 81', Ceulemans Bondscoach: Walter Meeuws |

|                                                                             |              |       |             | |
| 25 oktober 1989                                                             | België       | 1 - 1 | Luxemburg   | Opstelling België: |
| WK-kwalificatie Heizelstadion, Brussel Scheidsrechter: Guðmundur Haraldsson | Versavel 84' |       | 88' Hellers | Preud'homme; Grün, Clijsters 41', Broeckaert, Versavel; Emmers (74' Nilis), Franky Van der Elst, Boffin (74' Claesen); Scifo, Degryse, Ceulemans Bondscoach: Walter Meeuws |

### 1990
|                                                                                          |                                 |       |        | |
| 17 januari 1990                                                                          | Griekenland                     | 2 - 0 | België | Opstelling België: |
| Vriendschappelijk Olympisch Stadion Spyridon Louis, Athene Scheidsrechter: Pietro D'Elia | Tsalouhidis 58' Apostolakis 90' |       |        | Preud'homme; Grün, Clijsters, De Wolf 22', Vervoort (75' Claesen); Emmers, Franky Van der Elst, Degryse (59' Sanders), Versavel; Van Der Linden (68' Nilis, Ceulemans Bondscoach: Walter Meeuws |

|                                                                          |        |       |        | |
| 21 februari 1990                                                         | België | 0 - 0 | Zweden | Opstelling België: |
| Vriendschappelijk Heizelstadion, Brussel Scheidsrechter: Friedrich Kaupe |        |       |        | Preud'homme (69' De Wilde); Gerets, Grün, Demol, Clijsters; Emmers, Franky Van der Elst, Versavel (74' Vervoort); Degryse (74' Claesen), Van Der Linden (46' Nilis), Ceulemans Bondscoach: Walter Meeuws |

|                                                                       |                               |       |                               | |
| 26 mei 1990                                                           | België                        | 2 - 2 | Roemenië                      | Opstelling België: |
| Vriendschappelijk Heizelstadion, Brussel Scheidsrechter: Alain Delmer | Scifo 7' (pen.) Clijsters 29' |       | 53' Rednic 64' (pen.) Lăcătuș | Preud'homme; Gerets , Clijsters, Demol, De Wolf (46' Grün); Staelens (46' Ceulemans), Franky Van der Elst, Degryse, Versavel; Scifo (67' Vervoort), Wilmots (46' Claesen) Bondscoach: Guy Thys Debuut: Lorenzo Staelens (Club Brugge), Marc Wilmots (KV Mechelen) |

|                                                                       |                               |       |        | |
| 2 juni 1990                                                           | België                        | 3 - 0 | Mexico | Opstelling België: |
| Vriendschappelijk Heizelstadion, Brussel Scheidsrechter: Jan Damgaard | Degryse 36', 38' Versavel 50' |       |        | Preud'homme; Gerets , Grün (46' Albert), Demol (46' Clijsters), De Wolf; Emmers, Franky Van der Elst, Scifo, Versavel; Degryse, Van Der Linden (57' Wilmots) Bondscoach: Guy Thys |

|                                                                         |            |       |            | |
| 6 juni 1990                                                             | België     | 1 - 1 | Polen      | Opstelling België: |
| Vriendschappelijk Heizelstadion, Brussel Scheidsrechter: Roger Philippi | Emmers 51' |       | 16' Ziober | Preud'homme; Gerets , Clijsters (46' Demol), Albert (46' Grün), De Wolf; Emmers, Franky Van der Elst, Versavel; Scifo, Degryse, Van Der Linden Bondscoach: Guy Thys Debuut: Jean-Marie Houben (FC Luik) |

|                                                                             |                         |       |            | |
| 12 juni 1990                                                                | België                  | 2 - 0 | Zuid-Korea | Opstelling België: |
| WK 1990 Stadio Marc'Antonio Bentegodi, Verona Scheidsrechter: Vincent Mauro | Degryse 54' De Wolf 65' |       |            | Preud'homme; Gerets , Clijsters, Demol, De Wolf; Emmers, Franky Van der Elst, Scifo, Versavel; Degryse, Van Der Linden (46' Ceulemans) Bondscoach: Guy Thys |

|                                                                                  |                                       |       |                | |
| 17 juni 1990                                                                     | België                                | 3 - 1 | Uruguay        | Opstelling België: |
| WK 1990 Stadio Marc'Antonio Bentegodi, Verona Scheidsrechter: Siegfried Kirschen | Clijsters 16' Scifo 22' Ceulemans 47' |       | 74' Bengoechea | Preud'homme; Gerets 36', 41', Grün, Demol, De Wolf; Clijsters (46' Emmers), Franky Van der Elst, Scifo, Versavel (68' Vervoort); Degryse, Ceulemans Bondscoach: Guy Thys |

|                                                                                   |              |       |                              | |
| 21 juni 1990                                                                      | België       | 1 - 2 | Spanje                       | Opstelling België: |
| WK 1990 Stadio Marc'Antonio Bentegodi, Verona Scheidsrechter: Juan Carlos Loustau | Vervoort 29' |       | 26' (pen.) Míchel 39' Górriz | Preud'homme; Staelens (79' Van Der Linden), Albert, Demol, De Wolf; Emmers (32' Plovie), Franky Van der Elst, Scifo, Vervoort; Ceulemans , Degryse Bondscoach: Guy Thys |

|                                                                         |        |              |            | |
| 26 juni 1990                                                            | België | 0 - 1 (n.v.) | Engeland   | Opstelling België: |
| WK 1990 Stadio Renato Dall'Ara, Bologna Scheidsrechter: Peter Mikkelsen |        |              | 119' Platt | Preud'homme; Gerets, Grün, Demol, De Wolf; Clijsters, Franky Van der Elst, Scifo, Versavel (107' Patrick Vervoort); Ceulemans , Degryse (66' Claesen) Bondscoach: Guy Thys |

|                                                                                              |        |       |                                | |
| 12 september 1990                                                                            | België | 0 - 2 | Duitse Democratische Republiek | Opstelling België: |
| Vriendschappelijk Constant Vanden Stockstadion, Anderlecht Scheidsrechter: John Blankenstein |        |       | 74', 89' Sammer                | Preud'homme; Staelens, Plovie, Demol (46' Albert), De Wolf; Broeckaert, Franky Van der Elst, Scifo (46' Degryse), Versavel (69' Boffin); Vandenbergh, Ceulemans (46' Wilmots), Bondscoach: Guy Thys |

|                                                                               |                                  |       |              | |
| 17 oktober 1990                                                               | Wales                            | 3 - 1 | België       | Opstelling België: |
| EK-kwalificatie Cardiff Arms Park, Cardiff Scheidsrechter: Kurt Röthlisberger | Rush 29' Saunders 86' Hughes 88' |       | 27' Versavel | Preud'homme; Gerets, Grün, Demol, De Wolf; Emmers, Franky Van der Elst, Scifo, Versavel; Ceulemans , Nilis (73' Wilmots) Bondscoach: Guy Thys |

### 1991
|                                                                                    |        |       |        | |
| 13 februari 1991                                                                   | Italië | 0 - 0 | België | Opstelling België: |
| Vriendschappelijk Stadio Libero Liberati, Terni Scheidsrechter: Stavros Zakestidis |        |       |        | Preud'homme; Gerets, Grün, Albert, De Wolf; Emmers, Dauwen (72' Staelens), Versavel; Degryse, Vandenbergh, Ceulemans (46' Wilmots) Bondscoach: Guy Thys Debuut: Frank Dauwen (AA Gent) |

|                                                                                        |                                        |       |           | |
| 27 februari 1991                                                                       | België                                 | 3 - 0 | Luxemburg | Opstelling België: |
| EK-kwalificatie Constant Vanden Stockstadion, Anderlecht Scheidsrechter: Loizos Loizou | Vandenbergh 8' Ceulemans 16' Scifo 33' |       |           | Preud'homme; Grün, Emmers Albert 40', Versavel; Dauwen, Scifo; Degryse, Vandenbergh, Ceulemans , Wilmots Bondscoach: Guy Thys |

|                                                                                         |             |       |              | |
| 27 maart 1991                                                                           | België      | 1 - 1 | Wales        | Opstelling België: |
| EK-kwalificatie Constant Vanden Stockstadion, Anderlecht Scheidsrechter: Emilio Soriano | Degryse 49' |       | 58' Saunders | Preud'homme; Gerets , Grün, Clijsters 61', Albert, Versavel 85'; Franky Van der Elst; Degryse, Vandenbergh, Scifo, Wilmots Bondscoach: Guy Thys |

|                                                                               |             |       |        | |
| 1 mei 1991                                                                    | Duitsland   | 1 - 0 | België | Opstelling België: |
| EK-kwalificatie Niedersachsenstadion, Hannover Scheidsrechter: Zoran Petrović | Matthäus 3' |       |        | Preud'homme; Crasson, Albert 23', Emmers, Grün , Versavel; Franky Van der Elst, Vervoort; Scifo, Degryse, Wilmots (77' Nilis) Bondscoach: Guy Thys Debuut: Bertrand Crasson (RSC Anderlecht) |

|                                                                        |           |       |                       | |
| 11 september 1991                                                      | Luxemburg | 0 - 2 | België                | Opstelling België: |
| EK-kwalificatie Stade Municipal, Luxemburg Scheidsrechter: Rémi Harrel |           |       | 18' Scifo 49' Degryse | Preud'homme; Grün (74' Medved), Franky Van der Elst, Demol (80' Dauwen), Borkelmans; Emmers, Staelens, Scifo, Vervoort; Degryse, Nilis Bondscoach: Paul Van Himst Debuut: Dirk Medved (AA Gent) |

|                                                                                   |           |       |                     | |
| 9 oktober 1991                                                                    | Hongarije | 0 - 2 | België              | Opstelling België: |
| Vriendschappelijk Sóstóistadion, Székesfehérvár Scheidsrechter: Itzhak Ben Itzhak |           |       | 7' Emmers 75' Scifo | Preud'homme; Grün , Demol, Medved, Albert 29', Borkelmans (73' Staelens); Emmers 8' (73' Boffin), Franky Van der Elst, Scifo 58' (90' Van der Heyden); Nilis, Wilmots (77' Severeyns) Bondscoach: Paul Van Himst Debuut: Stephan Van der Heyden (Club Brugge) |

|                                                                                        |        |       |            | |
| 20 november 1991                                                                       | België | 0 - 1 | Duitsland  | Opstelling België: |
| EK-kwalificatie Constant Vanden Stockstadion, Anderlecht Scheidsrechter: Tullio Lanese |        |       | 16' Völler | Preud'homme; Demol (46' Medved), Emmers, Grün , Albert 81', Borkelmans; Walem, Scifo, Boffin; Degryse, Wilmots (71' Nilis) Bondscoach: Paul Van Himst Debuut: Johan Walem (RSC Anderlecht) |

### 1992
|                                                                          |                               |       |              | |
| 26 februari 1992                                                         | Tunesië                       | 2 - 1 | België       | Opstelling België: |
| Vriendschappelijk Stade El Menzah, Tunis Scheidsrechter: Abdelali Naciri | Rouissi 31' Genaux 75' (e.d.) |       | 58' Oliveira | Preud'homme; Genaux, Medved, Borkelmans, Pascal Plovie (46' Nilis), Albert; Franky Van der Elst , Versavel (68' Walem); Degryse, Severeyns (46' Wilmots), Oliveira Bondscoach: Paul Van Himst Debuut: Régis Genaux (Standard Luik), Luis Oliveira (RSC Anderlecht) |

|                                                                       |                                   |       |                                         | |
| 25 maart 1992                                                         | Frankrijk                         | 3 - 3 | België                                  | Opstelling België: |
| Vriendschappelijk Parc des Princes, Parijs Scheidsrechter: Philip Don | Papin 40' (pen.), 82' Vahirua 45' |       | 28' Albert 44' (pen.) Scifo 48' Wilmots | Preud'homme; Crasson, Albert, Grün , Borkelmans; Walem, Franky Van der Elst, Boffin (58' Versavel); Degryse (88' Dauwen), Scifo, Nilis (46' Wilmots) Bondscoach: Paul Van Himst |

|                                                                                           |             |       |        | |
| 22 april 1992                                                                             | België      | 1 - 0 | Cyprus | Opstelling België: |
| WK-kwalificatie Constant Vanden Stockstadion, Anderlecht Scheidsrechter: Manuel Díaz Vega | Wilmots 24' |       |        | Preud'homme; Grün Albert, Franky Van der Elst, Boffin (82' Borkelmans); Emmers, Walem, Scifo; Degryse, Wilmots (74' Hofmans), Oliveira Bondscoach: Paul Van Himst Debuut: Gunther Hofmans (Germinal Ekeren) |

|                                                                    |         |       |                             | |
| 3 juni 1992                                                        | Faeröer | 0 - 3 | België                      | Opstelling België: |
| WK-kwalificatie Svangaskarð, Toftir Scheidsrechter: Leslie Mottram |         |       | 29' Albert 65', 71' Wilmots | Preud'homme; Staelens, Emmers, Albert, Grün (74' Medved); Franky Van der Elst, De Nil, Boffin (75' Versavel); Scifo, Oliveira (63' Wilmots), Degryse Bondscoach: Paul Van Himst Debuut: Alain De Nil (Cercle Brugge) |

|                                                                          |                   |       |                                       | |
| 2 september 1992                                                         | Tsjecho-Slowakije | 1 - 2 | België                                | Opstelling België: |
| WK-kwalificatie Strahovstadion, Praag Scheidsrechter: Kurt Röthlisberger | Kadlec 77'        |       | 45' (e.d.) Chovanec 83' Czerniatynski | Preud'homme; Medved, Emmers, Albert 90', Grün , Smidts 47'; Franky Van der Elst, Staelens (87' Dauwen); Scifo, Degryse (68' Wilmots), Czerniatynski Bondscoach: Paul Van Himst Debuut: Rudi Smidts (Antwerp FC) |

|                                                                                             |            |       |          | |
| 14 oktober 1992                                                                             | België     | 1 - 0 | Roemenië | Opstelling België: |
| WK-kwalificatie Constant Vanden Stockstadion, Anderlecht Scheidsrechter: Pierluigi Pairetto | Smidts 25' |       |          | Preud'homme; Medved, Grün , Albert, Smidts; Staelens, Franky Van der Elst, Boffin; Scifo, Degryse, Czerniatynski (68' Wilmots) Bondscoach: Paul Van Himst |

|                                                                                       |                          |       |       | |
| 18 november 1992                                                                      | België                   | 2 - 0 | Wales | Opstelling België: |
| WK-kwalificatie Constant Vanden Stockstadion, Anderlecht Scheidsrechter: Jan Damgaard | Staelens 53' Degryse 58' |       |       | Preud'homme; Medved, Grün , Albert, Smidts; Staelens (84' Wilmots), Franky Van der Elst, Boffin; Scifo, Degryse, Czerniatynski (46' Nilis) Bondscoach: Paul Van Himst |

### 1993
|                                                                         |        |       |                         | |
| 13 februari 1993                                                        | Cyprus | 0 - 3 | België                  | Opstelling België: |
| WK-kwalificatie Makariostadion, Nicosia Scheidsrechter: Piero Ceccarini |        |       | 2', 5' Scifo 87' Albert | Preud'homme; Medved, Grün , Albert, Smidts; Staelens, Franky Van der Elst, Scifo (89' Goossens), Boffin; Degryse, Nilis (76' Czerniatynski) Bondscoach: Paul Van Himst Debuut: Michaël Goossens (Standard Luik) |

|                                                                             |                    |       |        | |
| 31 maart 1993                                                               | Wales              | 2 - 0 | België | Opstelling België: |
| WK-kwalificatie Cardiff Arms Park, Cardiff Scheidsrechter: Aron Schmidhuber | Giggs 18' Rush 39' |       |        | Preud'homme; Medved (46' Oliveira), Grün , Albert, Smidts; Staelens, Franky Van der Elst, Boffin; Scifo, Degryse, Czerniatynski (66' Severeyns) Bondscoach: Paul Van Himst |

|                                                                                         |                                   |       |               | |
| 22 mei 1993                                                                             | België                            | 3 - 0 | Noord-Ierland | Opstelling België: |
| WK-kwalificatie Constant Vanden Stockstadion, Anderlecht Scheidsrechter: Brendan Shorte | Wilmots 32', 76' Scifo 50' (pen.) |       |               | Preud'homme; Staelens, Emmers, Grün , Smidts (76' Oliveira); Franky Van der Elst, Degryse, Scifo, Boffin; Nilis, Wilmots Bondscoach: Paul Van Himst |

|                                                                                               |                  |       |             | |
| 6 oktober 1993                                                                                | België           | 2 - 1 | Gabon       | Opstelling België: |
| Vriendschappelijk Constant Vanden Stockstadion, Anderlecht Scheidsrechter: Kurt Röthlisberger | Wilmots 43', 88' |       | 38' Mackaya | Preud'homme (49' De Wilde); Medved, De Boeck, Albert, Smidts (46' Genaux), Borkelmans (46' Stephan Van der Heyden); Van Meir, Boffin; Czerniatynski, Staelens, Wilmots Bondscoach: Paul Van Himst Debuut: Glen De Boeck (KV Mechelen), Eric Van Meir (Sporting Charleroi) |

|                                                                         |                              |       |                  | |
| 13 oktober 1993                                                         | Roemenië                     | 2 - 1 | België           | Opstelling België: |
| WK-kwalificatie Stadionul Steaua, Boekarest Scheidsrechter: Sándor Puhl | Răducioiu 67' Dumitrescu 84' |       | 88' (pen.) Scifo | Preud'homme; Medved, Albert, Grün , Smidts, Borkelmans (71' Oliveira); Staelens, Franky Van der Elst, Boffin; Scifo, Wilmots (78' Czerniatynski) Bondscoach: Paul Van Himst |

|                                                                                       |        |       |                   | |
| 17 november 1993                                                                      | België | 0 - 0 | Tsjecho-Slowakije | Opstelling België: |
| WK-kwalificatie Constant Vanden Stockstadion, Anderlecht Scheidsrechter: Hellmut Krug |        |       |                   | De Wilde; Medved, De Wolf, Albert 27', 49', Smidts; Staelens, Franky Van der Elst, Scifo , Versavel; Oliveira 52' (52' Boffin), Nilis (79' Czerniatynski) Bondscoach: Paul Van Himst |

### 1994
|                                                                              |              |       |        | |
| 16 februari 1994                                                             | Malta        | 1 - 0 | België | Opstelling België: |
| Vriendschappelijk Ta' Qalistadion, Ta' Qali Scheidsrechter: Angelo Amendolia | Busuttil 35' |       |        | Preud'homme ; Medved, Emmers, Albert (46' Van Meir), Smidts; Oliveira (60' Van der Heyden), Staelens, Degryse, Boffin; Nilis, Czerniatynski (46' Wilmots) Bondscoach: Paul Van Himst |

|                                                                      |                                                              |       |        | |
| 4 juni 1994                                                          | België                                                       | 9 - 0 | Zambia | Opstelling België: |
| Vriendschappelijk Heizelstadion, Brussel Scheidsrechter: Hugh Dallas | Weber 8', 15', 58', 61', 88' Degryse 28', 40', 63' Nilis 56' |       |        | Preud'homme; Staelens (46' Emmers), Grün (71' Renier), Boffin, Albert (46' Smidts), De Wolf; Franky Van der Elst, Scifo; Degryse, Nilis, Weber Bondscoach: Paul Van Himst Debuut: Pascal Renier (Club Brugge), Josip Weber (Cercle Brugge) |

|                                                                              |                                |       |              | |
| 8 juni 1994                                                                  | België                         | 3 - 1 | Hongarije    | Opstelling België: |
| Vriendschappelijk Heizelstadion, Brussel Scheidsrechter: Zbigniew Przesmycki | Weber 6' Degryse 37' Nilis 67' |       | 55' Jagodics | Preud'homme; Grün , Staelens, De Wolf, Albert (46' Borkelmans ), Boffin (46' Smidts); Franky Van der Elst, Degryse, Scifo; Nilis, Weber (74' Wilmots) Bondscoach: Paul Van Himst |

|                                                          |             |       |         | |
| 19 juni 1994                                             | België      | 1 - 0 | Marokko | Opstelling België: |
| WK 1994 Citrus Bowl, Orlando Scheidsrechter: José Cadena | Degryse 11' |       |         | Preud'homme; Staelens, De Wolf, Boffin (86' Borkelmans), Grün , Smidts; Franky Van der Elst, Scifo; Degryse, Nilis (54' Emmers), Weber 85' Bondscoach: Paul Van Himst |

|                                                               |            |       |           | |
| 25 juni 1994                                                  | België     | 1 - 0 | Nederland | Opstelling België: |
| WK 1994 Citrus Bowl, Orlando Scheidsrechter: Renato Marsiglia | Albert 65' |       |           | Preud'homme; Emmers (77' Medved), Grün , De Wolf, Albert, Borkelmans 20' (50' Smidts); Staelens, Franky Van der Elst, Scifo; Degryse, Weber Bondscoach: Paul Van Himst |

|                                                                  |        |       |               | |
| 29 juni 1994                                                     | België | 0 - 1 | Saoedi-Arabië | Opstelling België: |
| WK 1994 RFK Stadium, Washington D.C. Scheidsrechter: Hugh Dallas |        |       | 5' Al Owairan | Preud'homme ; Medved, Albert, De Wolf, Smidts 80'; Staelens, Franky Van der Elst, Scifo 61', Boffin; Degryse (24' Nilis), Wilmots (54' Weber) Bondscoach: Paul Van Himst |

|                                                                   |                    |       |                              | |
| 2 juli 1994                                                       | België             | 2 - 3 | Duitsland                    | Opstelling België: |
| WK 1994 Soldier Field, Chicago Scheidsrechter: Kurt Röthlisberger | Grün 8' Albert 90' |       | 6', 39' Völler 11' Klinsmann | Preud'homme; Emmers, Grün , Albert 38', De Wolf, Smidts (66' Boffin); Staelens, Franky Van der Elst, Scifo; Weber, Nilis (77' Czerniatynski) Bondscoach: Paul Van Himst |

|                                                                                     |                                 |       |         | |
| 7 september 1994                                                                    | België                          | 2 - 0 | Armenië | Opstelling België: |
| EK-kwalificatie Constant Vanden Stockstadion, Anderlecht Scheidsrechter: John Ferry | Krbachian 3' (e.d.) Degryse 73' |       |         | Preud'homme; Genaux, De Wolf 50', Albert, Smidts 76'; Franky Van der Elst , Staelens (76' Emmers), Van der Heyden (68 ' Boffin); Degryse, Oliveira, Weber Bondscoach: Paul Van Himst |

|                                                                       |                                    |       |             | |
| 12 oktober 1994                                                       | Denemarken                         | 3 - 1 | België      | Opstelling België: |
| EK-kwalificatie Parken, Kopenhagen Scheidsrechter: Pierluigi Pairetto | Vilfort 35' Jensen 72' Strudal 86' |       | 31' Degryse | Bodart; Genaux 73', Van Meir, Albert, Smidts 80', Borkelmans (76' Oliveira; Franky Van der Elst 40', G. Verheyen, Staelens; Degryse, Weber Bondscoach: Paul Van Himst Debuut: Gert Verheyen (Club Brugge) |

|                                                                                          |                 |       |               | |
| 16 november 1994                                                                         | België          | 1 - 1 | Macedonië     | Opstelling België: |
| EK-kwalificatie Constant Vanden Stockstadion, Anderlecht Scheidsrechter: Sergej Husainov | G. Verheyen 31' |       | 51' Boškovski | Preud'homme; Genaux, Crasson, Smidts, Boffin; G. Verheyen, Franky Van der Elst , Staelens, Walem (69' De Bilde); Degryse, Nilis Bondscoach: Paul Van Himst Debuut: Gilles De Bilde (Eendracht Aalst) |

|                                                                                      |            |       |                                                           | |
| 17 december 1994                                                                     | België     | 1 - 4 | Spanje                                                    | Opstelling België: |
| EK-kwalificatie Constant Vanden Stockstadion, Anderlecht Scheidsrechter: Ahmet Çakar | Degryse 6' |       | 29' Hierro 56' (pen.) Donato 69' Salinas 89' Luis Enrique | Preud'homme 47'; Genaux, Crasson, Albert 48', Smidts; Bettagno (46' G. Verheyen), Franky Van der Elst , Staelens, Boffin; Degryse, De Bilde Bondscoach: Paul Van Himst Debuut: Alain Bettagno (Standard Luik) |

### 1995
|                                                                                    |             |       |              | |
| 29 maart 1995                                                                      | Spanje      | 1 - 1 | België       | Opstelling België: |
| EK-kwalificatie Estadio Ramón Sánchez Pizjuán, Sevilla Scheidsrechter: Rémi Harrel | Degryse 26' |       | 24' Guerrero | Bodart; Genaux 19', Medved, Renier, Smidts; Walem (68' G. Verheyen), Karagiannis 34' (83' Bertrand Crasson), Staelens, Schepens; Degryse , De Bilde Bondscoach: Paul Van Himst Debuut: Emmanuel Karagiannis (RFC Seraing), Gunther Schepens (Standard Luik) |

|                                                                                                   |              |       |                  | |
| 22 april 1995                                                                                     | België       | 1 - 0 | Verenigde Staten | Opstelling België: |
| Vriendschappelijk Edmond Machtensstadion, Sint-Jans-Molenbeek Scheidsrechter: Michel Zen-Ruffinen | Schepens 44' |       |                  | Bodart; Medved (46' Crasson), Grün , Renier, Smidts; Walem (79' Léonard), Karagiannis, Staelens (46' Verjans), Schepens (70' Boffin); Nilis (75' G. Verheyen), De Bilde (46' Goossens) Bondscoach: Paul Van Himst Debuut: Gunter Verjans (Sint-Truidense VV), Philippe Léonard (Standard Luik) |

|                                                                                        |                              |       |        | |
| 26 april 1995                                                                          | België                       | 2 - 0 | Cyprus | Opstelling België: |
| EK-kwalificatie Constant Vanden Stockstadion, Anderlecht Scheidsrechter: David Ellaray | Karagiannis 20' Schepens 46' |       |        | Bodart; Medved, Grün , Renier, Smidts; Staelens, Karagiannis 61', Schepens; Degryse, Nilis, De Bilde (81' Goossens) Bondscoach: Paul Van Himst |

|                                                                        |           |       |                                                   | |
| 7 juni 1995                                                            | Macedonië | 0 - 5 | België                                            | Opstelling België: |
| EK-kwalificatie Gradski Stadion, Skopje Scheidsrechter: Ryszard Wójcik |           |       | 15' Grün 18', 59' Scifo 28' Schepens 43' Versavel | Bodart; Genaux, Grün , Renier, Smidts; Staelens, Karagiannis, Scifo, Schepens, Versavel; De Bilde Bondscoach: Paul Van Himst |

| |              |       |                     | |
| 23 augustus 1995                                                                                              | België       | 1 - 2 | Duitsland           | Opstelling België: |
| Vriendschappelijk 100-jarig jubileum KBVB Koning Boudewijnstadion, Brussel Scheidsrechter: Mario van der Ende | Goossens 17' |       | 6' Möller 84' Bobic | Bodart; Genaux, Medved, Renier , Smidts (46' Foguenne); Bettagno, Van Meir (46' Léonard), Staelens , Schepens; Goossens, Nilis Bondscoach: Paul Van Himst Debuut: Ronald Foguenne (Standard Luik) |

|                                                                             |          |       |                                  | |
| 6 september 1995                                                            | België   | 1 - 3 | Denemarken                       | Opstelling België: |
| EK-kwalificatie Koning Boudewijnstadion, Brussel Scheidsrechter: Vadim Zhuk | Grün 25' |       | 20' Laudrup 22' Beck 65' Vilfort | Bodart; Genaux 30', Grün 67', Medved, Smidts (76' Renier); Staelens, Karagiannis, Scifo, Schepens (52' Foguenne); Degryse, De Bilde Bondscoach: Paul Van Himst |

|                                                               |         |       |                | |
| 7 oktober 1995                                                | Armenië | 0 - 2 | België         | Opstelling België: |
| EK-kwalificatie Hrazdan, Jerevan Scheidsrechter: Mitko Mitrev |         |       | 28', 39' Nilis | De Wilde; Genaux, De Boeck, Crasson,Smidts; Staelens, Karagiannis (81' Vermant), Schepens; Scifo , Nilis, De Bilde (61' Goossens) Bondscoach: Paul Van Himst Debuut: Sven Vermant (Club Brugge) |

|                                                                         |                  |       |              | |
| 15 november 1995                                                        | Cyprus           | 1 - 1 | België       | Opstelling België: |
| EK-kwalificatie Tsirionstadion, Limasol Scheidsrechter: Graziano Cesari | Agathokleous 18' |       | 66' De Bilde | De Wilde; Genaux, De Boeck, Grün , Smidts (78' Schepens); Staelens, Karagiannis (46' Goossens),Boffin (60' Huysmans); Degryse, De Bilde, Nilis Bondscoach: Paul Van Himst Debuut: Dirk Huysmans (Lierse SK) |

### 1996
|                                                                                   |        |       |                                | |
| 27 maart 1996                                                                     | België | 0 - 2 | Frankrijk                      | Opstelling België: |
| Vriendschappelijk Koning Boudewijnstadion, Brussel Scheidsrechter: Fritz Stuchlik |        |       | 65' (e.d.) Albert 70' Lamouchi | De Wilde; Genaux, Medved (46' Verjans), Renier, Smits; Peiremans, Albert, Scifo , Boffin (70' De Bilde); Degryse 27' (46' Goossens), Oliveira Bondscoach: Paul Van Himst Debuut: Frédéric Peiremans (RSC Anderlecht) |

|                                                                                    |        |       |         | |
| 24 april 1996                                                                      | België | 0 - 0 | Rusland | Opstelling België: |
| Vriendschappelijk Koning Boudewijnstadion, Brussel Scheidsrechter: Graziano Cesari |        |       |         | Philippe Vande Walle; Genaux, Medved, Renier, Léonard; Peiremans, Albert (67' Verjans), Scifo , Schepens; Nilis, Lauwers (61' Pierre) Bondscoach: Wilfried Van Moer Debuut: Philippe Vande Walle (Germinal Ekeren), Christophe Lauwers (Cercle Brugge), Frédéric Pierre (RWDM) |

|                                                                                |                          |       |                              | |
| 29 mei 1996                                                                    | Italië                   | 2 - 2 | België                       | Opstelling België: |
| Vriendschappelijk Stadio Giovanni Zini, Cremona Scheidsrechter: Kurt Zuppinger | Del Piero 25' Chiesa 55' |       | 5' Claeys 11' (e.d.) Carboni | Vande Walle; Crasson (46' Verjans ), Medved, Renier, Léonard; G. Verheyen (78' Lauwers), Claeys, Staelens, Van Kerckhoven (64' Snoeckx); Scifo , Oliveira Bondscoach: Wilfried Van Moer Debuut: Geoffrey Claeys (Cercle Brugge), Nico Van Kerckhoven (Lierse SK), Karel Snoeckx (Lierse SK) |

|                                                                                |                          |       |            | |
| 31 augustus 1996                                                               | België                   | 2 - 1 | Turkije    | Opstelling België: |
| WK-kwalificatie Koning Boudewijnstadion, Brussel Scheidsrechter: David Elleray | Degryse 13' Oliveira 38' |       | 61' Yalçın | De Wilde; Crasson, Medved, Renier, Claeys; G. Verheyen (59' Peiremans), Scifo , Schepens (77' Van Kerckhoven); Degryse 30', Nilis, Oliveira (84' De Bilde) Bondscoach: Wilfried Van Moer |

|                                                                                |            |       |                                | |
| 9 oktober 1996                                                                 | San Marino | 0 - 3 | België                         | Opstelling België: |
| WK-kwalificatie Olympisch Stadion, Serravalle Scheidsrechter: Kevork Oganesjan |            |       | 11' G. Verheyen 20', 47' Nilis | De Wilde; Crasson, Medved, Renier, Léonard 65'; G. Verheyen (65' Pierre), Staelens, Schepens (62' Van Kerckhoven); Degryse , Nilis, Oliveira (80' De Bilde) Bondscoach: Wilfried Van Moer |

|                                                                                     |        |       |                                   | |
| 14 december 1996                                                                    | België | 0 - 3 | Nederland                         | Opstelling België: |
| WK-kwalificatie Koning Boudewijnstadion, Brussel Scheidsrechter: Pierluigi Pairetto |        |       | 24' Bergkamp 28' Seedorf 89' Jonk | De Wilde; Deflandre (77' Jbari), Van Meir, Renier , Léonard (34' Van Kerckhoven); Albert, Staelens, Wilmots; Degryse (59' Pierre), Oliveira, Nilis 44' Bondscoach: Wilfried Van Moer Debuut: Eric Deflandre (Club Brugge), Nordin Jbari (AA Gent) |

### 1997
|                                                                       |                                                |       |        | |
| 11 februari 1997                                                      | Noord-Ierland                                  | 3 - 0 | België | Opstelling België: |
| Vriendschappelijk Windsorpark, Belfast Scheidsrechter: John Rowbotham | Quinn 14' Magilton 62' (pen.) Phil Mulryne 88' |       |        | De Wilde; Dirk Medved, De Roover, Staelens, Albert; G. Verheyen (72' Pierre), Franky Van der Elst, Scifo (78' Lemoine), Van Kerckhoven (86' Schepens); Nilis (46' É. Mpenza), Wilmots (80' Jbari) Bondscoach: Georges Leekens Debuut: Bart De Roover (Lierse SK), Dominique Lemoine (Excelsior Moeskroen), Émile Mpenza (Excelsior Moeskroen) |

|                                                                               |           |       |                          | |
| 29 maart 1997                                                                 | Wales     | 1 - 2 | België                   | Opstelling België: |
| WK-kwalificatie Cardiff Arms Park, Cardiff Scheidsrechter: Christer Fällström | Speed 67' |       | 24' Crasson 44' Staelens | De Wilde; Crasson, De Roover, Van Meir, Smidts, Van Kerckhoven; Staelens, Franky Van der Elst , Lemoine; Oliveira (80' Scifo), É. Mpenza 64' (65' M. Mpenza) Bondscoach: Georges Leekens Debuut: Mbo Mpenza (Excelsior Moeskroen) |

|                                                                                |                |       |                        | |
| 30 april 1997                                                                  | Turkije        | 1 - 3 | België                 | Opstelling België: |
| WK-kwalificatie Ali Sami Yenstadion, Istanboel Scheidsrechter: Bernd Heynemann | Derelioğlu 35' |       | 12', 31', 45' Oliveira | De Wilde; Crasson, Van Meir, De Roover, Smidts (57' Doll), Van Kerckhoven; Franky Van der Elst 61', Staelens, Scifo (87' Claeys); Oliveira, E. Mpenza (69' Lemoine) Bondscoach: Georges Leekens Debuut: Olivier Doll (RSC Anderlecht) |

|                                                                               |                                                                |       |            | |
| 7 juni 1997                                                                   | België                                                         | 6 - 0 | San Marino | Opstelling België: |
| WK-kwalificatie Koning Boudewijnstadion, Brussel Scheidsrechter: Pavlín Jirků | Staelens 16', 85' Van Meir 26' E. Mpenza 27', 45' Oliveira 33' |       |            | De Wilde; Crasson (74' Haagdoren), Van Meir, De Roover, Vidović; Staelens, Franky Van der Elst (85' Smidts), Lemoine, Van Kerckhoven; E. Mpenza (74' De Bilde), Oliveira Bondscoach: Georges Leekens Debuut: Philip Haagdoren (Lierse SK), Gordan Vidović (Excelsior Moeskroen) |

|                                                                       |                                    |       |                     | |
| 6 september 1997                                                      | Nederland                          | 3 - 1 | België              | Opstelling België: |
| WK-kwalificatie De Kuip, Rotterdam Scheidsrechter: Kim Milton Nielsen | Stam 32' Kluivert 53' Bergkamp 84' |       | 67' (pen.) Staelens | De Wilde; Crasson 16' (46' Genaux), Van Meir, Albert 21', Vidović, Nico Van Kerckhoven; Franky Van der Elst, Staelens, Scifo (73' De Bilde); Oliveira 17', E. Mpenza (87' Schepens) Bondscoach: Georges Leekens |

|                                                                                     |                                              |       |                                | |
| 11 oktober 1997                                                                     | België                                       | 3 - 2 | Wales                          | Opstelling België: |
| WK-kwalificatie Koning Boudewijnstadion, Brussel Scheidsrechter: Vítor Melo Pereira | Staelens 4' (pen.) Claessens 32' Wilmots 39' |       | 52' (pen.) Pembridge 61' Giggs | De Wilde; Deflandre, Staelens 52', De Roover (65' Verstraeten), Smidts, Van Kerckhoven (82' Borkelmans); Franky Van der Elst , Wilmots, Boffin; Claessens (68' Nilis), Oliveira 57' Bondscoach: Georges Leekens Debuut: Mike Verstraeten (Germinal Ekeren), Gert Claessens (Club Brugge) |

|                                                                      |          |       |           | |
| 29 oktober 1997                                                      | Ierland  | 1 - 1 | België    | Opstelling België: |
| WK-kwalificatie Lansdowne Road, Dublin Scheidsrechter: László Vágner | Irwin 8' |       | 28' Nilis | De Wilde; Genaux 46', Verstraeten 36', Van Meir, Vidović, Van Kerckhoven; Franky Van der Elst , Wilmots, Boffin; Nilis (87' De Bilde), Goossens (87' G. Verheyen) Bondscoach: Georges Leekens |

|                                                                               |                        |       |              | |
| 15 november 1997                                                              | België                 | 2 - 1 | Ierland      | Opstelling België: |
| WK-kwalificatie Koning Boudewijnstadion, Brussel Scheidsrechter: Günter Benkö | Oliveira 25' Nilis 68' |       | 58' Houghton | De Wilde; Deflandre, De Boeck, Verstraeten, Vidović (63' Borkelmans); G. Verheyen, Franky Van der Elst , Claessens (76' Léonard), Boffin; Nilis (89' Goossens), Oliveira Bondscoach: Georges Leekens |

### 1998
|                                                                                  |                         |       |                  | |
| 25 februari 1998                                                                 | België                  | 2 - 0 | Verenigde Staten | Opstelling België: |
| Vriendschappelijk Koning Boudewijnstadion, Brussel Scheidsrechter: Philippe Kalt | Van Kerckhoven 23', 59' |       |                  | De Wilde; Deflandre, Staelens, Vidović, Léonard (68' Borkelmans); Franky Van der Elst (53' Karagiannis), Wilmots (46' Walem), Van Kerckhoven, Boffin; Nilis (84' B. Peeters), E. Mpenza (53' G. Verheyen) Bondscoach: Georges Leekens Debuut: Bob Peeters (Roda JC) |

|                                                                                      |                                    |       |                         | |
| 25 maart 1998                                                                        | België                             | 2 - 2 | Noorwegen               | Opstelling België: |
| Vriendschappelijk Koning Boudewijnstadion, Brussel Scheidsrechter: Hans-Jürgen Weber | Franky Van der Elst 8' Wilmots 65' |       | 11' Riseth 70' Solskjær | Verlinden; Deflandre (46' De Brul 59'), De Boeck (81' Clement), Van Meir, Van Kerckhoven; G. Verheyen, Franky Van der Elst , Staelens, Boffin (77' Léonard); Wilmots, Oliveira (77' M. Mpenza) Bondscoach: Georges Leekens Debuut: Dany Verlinden (Club Brugge), Tjörven De Brul (Club Brugge), Philippe Clement (KRC Genk) |

|                                                                                  |           |       |              | |
| 22 april 1998                                                                    | België    | 1 - 1 | Roemenië     | Opstelling België: |
| Vriendschappelijk Koning Boudewijnstadion, Brussel Scheidsrechter: Morgan Norman | Nilis 78' |       | 44' Moldovan | De Wilde; De Brul (46' Crasson), Van Meir (46' De Boeck), Clement, Verstraeten (57' G. Verheyen), Van Kerckhoven; Boffin, Franky Van der Elst 87', Wilmots; Nilis (89' E. Mpenza), Oliveira (69' Goossens) Bondscoach: Georges Leekens |

|                                                                                           |        |       |            | |
| 27 mei 1998                                                                               | België | 0 - 1 | Frankrijk  | Opstelling België: |
| Toernooi King Hassan II 1998 Stade Mohammed V, Casablanca Scheidsrechter: Mohamed Guezzaz |        |       | 64' Zidane | De Wilde; Crasson, Staelens, Vidović, Léonard (73' Boffin); Clement (88' Deflandre), Franky Van der Elst , Wilmots, Van Kerckhoven (51' De Boeck); Oliveira 85', Nilis (87' M. Mpenza) Bondscoach: Georges Leekens |

|                                                                                                |                                                 |                      |                                    | |
| 29 mei 1998                                                                                    | België                                          | 0 - 0                | Engeland                           | Opstelling België: |
| Toernooi King Hassan II 1998 Stade Mohammed V, Casablanca Scheidsrechter: Abderrahim El Arjoun | Van Meir Borkelmans M. Mpenza Scifo Vande Walle | Strafschoppen: 4 - 3 | Lee Keown Beckham Merson Ferdinand | Vande Walle; Deflandre, Van Meir 57', Verstraeten, Borkelmans; G. Verheyen (62' Claessens), De Boeck, Scifo , Boffin; Goossens (46' M. Mpenza), E. Mpenza Bondscoach: Georges Leekens |

|                                                                                      |                        |       |          | |
| 3 juni 1998                                                                          | België                 | 2 - 0 | Colombia | Opstelling België: |
| Vriendschappelijk Koning Boudewijnstadion, Brussel Scheidsrechter: Stefan Ormandsjev | Boffin 18' Wilmots 32' |       |          | De Wilde; Crasson 42' (87' Deflandre), Staelens, Vidović 74', Borkelmans (69' Clement 80'); Franky Van der Elst , Scifo (69' G. Verheyen), Wilmots (80' De Boeck), Boffin; Nilis (69' E. Mpenza), Oliveira 44' (80' M. Mpenza) Bondscoach: Georges Leekens |

|                                                                                |           |       |          | |
| 6 juni 1998                                                                    | België    | 1 - 0 | Paraguay | Opstelling België: |
| Vriendschappelijk Koning Boudewijnstadion, Brussel Scheidsrechter: Kenny Clark | Scifo 54' |       |          | De Wilde; Crasson, Staelens (68' Van Meir), Vidović, Borkelmans; Franky Van der Elst (47' De Boeck), Clement, Wilmots (46' Scifo), Boffin; Oliveira (87' M. Mpenza), Nilis (46' E. Mpenza) Bondscoach: Georges Leekens |

|                                                                        |        |       |           | |
| 13 juni 1998                                                           | België | 0 - 0 | Nederland | Opstelling België: |
| WK 1998 Stade de France, Saint-Denis Scheidsrechter: Pierluigi Collina |        |       |           | De Wilde; Crasson (22' Deflandre 30'), Staelens 20', Verstraeten, Borkelmans, Boffin; Franky Van der Elst , Clement, Wilmots; Nilis, Oliveira (59' E. Mpenza) Bondscoach: Georges Leekens |

|                                                            |                            |       |                  | |
| 20 juni 1998                                               | Mexico                     | 2 - 2 | België           | Opstelling België: |
| WK 1998 Parc Lescure, Bordeaux Scheidsrechter: Hugh Dallas | García Aspe 55' Blanco 62' |       | 43', 48' Wilmots | De Wilde; Deflandre, Staelens, Vidović 68', Borkelmans; Scifo, Franky Van der Elst (67' De Boeck), Wilmots, Boffin (18' G. Verheyen ); Nilis (77' E. Mpenza), Oliveira Bondscoach: Georges Leekens |

|                                                                    |            |       |          | |
| 25 juni 1998                                                       | Zuid-Korea | 1 - 1 | België   | Opstelling België: |
| WK 1998 Parc des Princes, Parijs Scheidsrechter: Marcio de Freitas | Yoo 71'    |       | 6' Nilis | Vande Walle; Deflandre, Staelens, Vidović, Borkelmans 65'; Scifo (66' Franky Van der Elst), Clement (75' E. Mpenza), Wilmots, Van Kerckhoven; Nilis, Oliveira (46' M. Mpenza) Bondscoach: Georges Leekens |

|                                                                              |           |       |        | |
| 18 november 1998                                                             | Luxemburg | 0 - 0 | België | Opstelling België: |
| Vriendschappelijk Stade Josy Barthel, Luxemburg Scheidsrechter: Stéphane Bré |           |       |        | Gaspercic; Deflandre (75' De Brul), De Boeck, Vidović, Van Kerckhoven (61' Oyen); Janssens, Clement, Walem, Claessens (84' Brogno); Vermant, B. Peeters (61' M. Mpenza) Bondscoach: Georges Leekens Debuut: Ronny Gaspercic (CF Extremadura), Davy Oyen (PSV), Chris Janssens (KSC Lokeren), Toni Brogno (KVC Westerlo) |

### 1999
|                                                                                           |        |       |               | |
| 3 februari 1999                                                                           | Cyprus | 0 - 1 | België        | Opstelling België: |
| Cyprus Internationaal Toernooi 1999 Tsirionstadion, Limasol Scheidsrechter: Loizos Loizou |        |       | 76' E. Mpenza | Gaspercic; De Brul 75', 77', Van Meir, Staelens (27' De Boeck), Van Kerckhoven (46' Goor); Brocken, Clement 82' (82' Delbroek), Janssens 55', Walem; E. Mpenza, M. Mpenza (65' Pierre) Bondscoach: Georges Leekens Debuut: Bart Goor (RSC Anderlecht), David Brocken (Lierse SK), Wilfried Delbroek (KRC Genk) |

|                                                                                                |        |       |                      | |
| 5 februari 1999                                                                                | België | 0 - 1 | Griekenland          | Opstelling België: |
| Cyprus Internationaal Toernooi 1999 GSZ-stadion, Larnaca Scheidsrechter: Giannakis Kyprianidis |        |       | 90+4' Giannakopoulos | De Vlieger; Deflandre 19', Kimoni, Van Meir, De Boeck 55'; Oyen (65' Janssens), Staelens , Delbroek, Goor;Pierre (65' M. Mpenza), De Bilde (82' E. Mpenza) Bondscoach: Georges Leekens Debuut: Geert De Vlieger (KRC Harelbeke), Daniel Kimoni (KRC Genk) |

|                                                                                 |        |       |            | |
| 9 februari 1999                                                                 | België | 0 - 1 | Tsjechië   | Opstelling België: |
| Vriendschappelijk Koning Boudewijnstadion, Brussel Scheidsrechter: Jan Wegereef |        |       | 73' Koller | De Vlieger; De Brul (57' Kimoni), Vidović, De Boeck, Genaux (56' Tanghe); Delbroek, Staelens , Walem 57', Goor; Pierre, E. Mpenza (46' De Bilde) Bondscoach: Georges Leekens Debuut: Stefaan Tanghe (Excelsior Moeskroen) |

|                                                                                     |        |       |           | |
| 27 maart 1999                                                                       | België | 0 - 1 | Bulgarije | Opstelling België: |
| Vriendschappelijk Koning Boudewijnstadion, Brussel Scheidsrechter: Domenico Messina |        |       | 10' Jorov | Gaspercic; Genaux (76' Deflandre), De Boeck, De Brul, Léonard; S. Martens, Baseggio (50' Janssens), Wilmots , Walem; Oliveira (81' Van Houdt), E. Mpenza (81' M. Mpenza) Bondscoach: Georges Leekens Debuut: Walter Baseggio (RSC Anderlecht), Peter Van Houdt Roda JC), Sandy Martens (AA Gent) |

|                                                                  |        |       |          | |
| 30 maart 1999                                                    | België | 0 - 1 | Egypte   | Opstelling België: |
| Vriendschappelijk Sclessin, Luik Scheidsrechter: Dominique Tavel |        |       | 13' Emam | Gaspercic; Genaux 85', De Boeck, Vidović, Léonard (74' Goor); S. Martens, Janssens (46' Ernst), Wilmots (62' Tanghe), Walem; Oliveira (62' M. Mpenza), E. Mpenza Bondscoach: Georges Leekens Debuut: Didier Ernst (Standard Luik) |

|                                                                               |           |       |        | |
| 28 april 1999                                                                 | Roemenië  | 1 - 0 | België | Opstelling België: |
| Vriendschappelijk Stadionul Steaua, Boekarest Scheidsrechter: Giorgos Fasolis | Ganea 48' |       |        | De Wilde; Deflandre, De Boeck, Vidović, Goor; Tanghe (58' Pierre), Baseggio (64' Kimoni), Staelens , Walem, Boffin; E. Mpenza (59' Cavens) Bondscoach: Georges Leekens Debuut: Jurgen Cavens (Lierse SK) |

|                                                                                   |            |       |            | |
| 30 mei 1999                                                                       | Peru       | 1 - 1 | België     | Opstelling België: |
| Kirin Cup 1999 Nishikyogoku Athletic Stadion, Kyoto Scheidsrechter: Noatsugu Fuse | Maestri 6' |       | 27' Tanghe | De Wilde (19' Vande Walle); Hendrikx (87' De Brul), Staelens , Crasson, Vidović, Goor; Vanderhaeghe, Delbroek 45' (84' De Boeck), S. Martens 11' (85' Brogno); Tanghe, G. Verheyen (83' Van Houdt) Bondscoach: Georges Leekens Debuut: Marc Hendrikx (KRC Genk), Yves Vanderhaeghe (Excelsior Moeskroen) |

|                                                                       |       |       |        | |
| 3 juni 1999                                                           | Japan | 0 - 0 | België | Opstelling België: |
| Kirin Cup 1999 Olympisch Stadion, Tokio Scheidsrechter: Kim Tae Young |       |       |        | De Vlieger; Hendrikx, Staelens , De Brul 49', Vidović (27' De Boeck), Goor; Vanderhaeghe, Delbroek 48' (88' Janssens), Tanghe; S. Martens (64' M. Mpenza), G. Verheyen (64' Cavens) Bondscoach: Georges Leekens |

|                                                                            |            |       |                     | |
| 5 juni 1999                                                                | Zuid-Korea | 1 - 2 | België              | Opstelling België: |
| Vriendschappelijk Olympisch Stadion, Seoul Scheidsrechter: Masayochi Okada | Ko 90'     |       | 24', 32' S. Martens | Vande Walle; Hendrikx 21' (83' Crasson), Staelens 62', De Brul, Hoefkens, Goor; Vanderhaeghe, Tanghe (88' Janssens), S. Martens (82' De Boeck); G. Verheyen, Cavens (81' M. Mpenza) Bondscoach: Georges Leekens Debuut: Carl Hoefkens (Lierse SK) |

|                                                                          |                                          |       |                                          | |
| 18 augustus 1999                                                         | België                                   | 3 - 4 | Finland                                  | Opstelling België: |
| Vriendschappelijk Jan Breydelstadion, Brugge Scheidsrechter: Alain Hamer | S. Martens 41' Wilmots 58' E. Mpenza 70' |       | 31' Wiss 45', 53' Johansson 62' Lehkosou | Vande Walle; De Brul (46' De Boeck), Staelens , Hoefkens, Hendrikx (46' G. Verheyen); Vanderhaeghe, Walem, Wilmots (80' Baseggio), Goor; S. Martens (46' Strupar), Cavens (46' E. Mpenza) Bondscoach: Georges Leekens Debuut: Branko Strupar (KRC Genk) |

|                                                                |                                        |       |                                                    | |
| 4 september 1999                                               | Nederland                              | 5 - 5 | België                                             | Opstelling België: |
| Vriendschappelijk De Kuip, Rotterdam Scheidsrechter: Urs Meier | Davids 37', 42' Kluivert 45', 58', 69' |       | 9', 30' Strupar 50' Goor 52' Wilmots 77' E. Mpenza | Vande Walle (40' Herpoel); Deflandre 55' (78' Hoefkens), Staelens 54', J. Peeters, Van Kerckhoven (73' Hendrikx); G. Verheyen 38' (89' Brogno), Vanderhaeghe 56', Wilmots 41', 78', Goor; E. Mpenza (81' Walem), Strupar Bondscoach: Robert Waseige Debuut: Frédéric Herpoel (AA Gent), Jacky Peeters (Arminia Bielefeld) |

|                                                                  |                                                        |       |         | |
| 7 september 1999                                                 | België                                                 | 4 - 0 | Marokko | Opstelling België: |
| Vriendschappelijk Sclessin, Luik Scheidsrechter: Giorgos Fasolis | Staelens 9' (pen.) Walem 18' E. Mpenza 20' Strupar 87' |       |         | De Vlieger; Deflandre 42' (46' Brocken), Staelens (46' Boeck, 55' Hoefkens), J. Peeters, Van Kerckhoven (46' Hendrikx); G. Verheyen 59' (72' M. Mpenza), Vanderhaeghe, Walem, Goor; E. Mpenza, Strupar Bondscoach: Robert Waseige |

|                                                                             |                         |       |             | |
| 10 oktober 1999                                                             | Engeland                | 2 - 1 | België      | Opstelling België: |
| Vriendschappelijk Stadium of Light, Sunderland Scheidsrechter: Anders Frisk | Shearer 6' Redknapp 67' |       | 14' Strupar | De Vlieger (46' Gaspercic); Deflandre, Van Meir, J. Peeters, Oyen; Tanghe (46' Walem), Vanderhaeghe, Wilmots , Van Kerckhoven; Strupar (84' Brogno), De Bilde Bondscoach: Robert Waseige |

|                                                                              |            |       |                                  | |
| 13 november 1999                                                             | Italië     | 1 - 3 | België                           | Opstelling België: |
| Vriendschappelijk Stadio Via del Mare, Lecce Scheidsrechter: Edgar Steinborn | Vanoli 26' |       | 7' De Bilde 69' Wilmots 86' Goor | Gaspercic; Genaux, Staelens , J. Peeters, Van Kerckhoven (89' Clement); M. Mpenza (70' G. Verheyen), Vanderhaeghe, Wilmots (87' Walem), Goor; Strupar (81' Brogno, De Bilde Bondscoach: Robert Waseige |

KBVB · A-internationals · Selecties · Statistieken · Bondscoaches · Belgisch vrouwenelftal · Olympisch elftal · België U21 · België U20 · België U19 · België U18 · België U17 · België U16 · Vrouwen U19 · Vrouwen U17
Albanië ·
Algerije ·
Andorra ·
Argentinië ·
Armenië ·
Australië ·
Azerbeidzjan ·
Bosnië en Herzegovina · 
Brazilië ·
Bulgarije ·
Burkina Faso ·
Canada ·
Chili ·
Colombia ·
Costa Rica ·
Cyprus ·
DDR ·
Denemarken ·
Duitsland ·
Egypte ·
El Salvador ·
Engeland ·
Estland ·
Faeröer ·
Finland ·
Frankrijk ·
Gabon ·
Gibraltar ·
Griekenland ·
Hongarije ·
Ierland ·
IJsland ·
Irak ·
Israël ·
Italië ·
Ivoorkust ·
Japan ·
Joegoslavië ·
Kazachstan ·
Kroatië · 
Letland ·
Litouwen ·
Luxemburg ·
Malta ·
Marokko ·
Mexico ·
Montenegro · 
Nederland ·
Noord-Ierland ·
Noord-Macedonië ·
Noorwegen ·
Oekraïne ·
Oostenrijk ·
Panama · 
Paraguay ·
Peru ·
Polen ·
Portugal ·
Qatar ·
Roemenië ·
Rusland ·
San Marino ·
Saoedi-Arabië ·
Schotland ·
Servië ·
Servië en Montenegro ·
Slovenië ·
Slowakije ·
Sovjet-Unie ·
Spanje ·
Tsjechië ·
Tsjecho-Slowakije ·
Tunesië · 
Turkije · 
Uruguay · 
Verenigde Staten · 
Wales · 
Wit-Rusland ·
Zambia · 
Zuid-Korea · 
Zweden · 
Zwitserland
Algerije (2014) ·
Argentinië (2014) · 
Brazilië (2018) · 
Canada (2022) · 
Denemarken (2021) · 
Engeland (2018, 1) · 
Engeland (2018, 2) · 
Finland (2021) · 
Frankrijk (1904) ·
Frankrijk (2018) · 
Ierland (2016) · 
Italië (2016) · 
Italië (2021) · 
Japan (2018) · 
Kroatië (2022) · 
Marokko (2022) · 
Nederland (1985) · 
Panama (2018) ·
Polen (1982) · 
Portugal (2021) · 
Rusland (2014) · 
Rusland (2021) · 
Sovjet-Unie (1982) · 
Tunesië (2018) · 
Verenigde Staten (2014) ·
West-Duitsland (1980) · 
Zuid-Korea (2014)
CONMEBOL: Bolivia · Chili  · Colombia · Ecuador · Uruguay

UEFA: Albanië · België · Bulgarije · Cyprus · Denemarken · West-Duitsland · Duitse Democratische Republiek · Engeland · Faeröer · Finland · Frankrijk · Griekenland · Hongarije · IJsland · Ierland · Israël · Italië · Joegoslavië ·  Liechtenstein · Luxemburg · Malta · Nederland · Noord-Ierland · Noorwegen · Oostenrijk · Polen · Portugal · Roemenië · San Marino · Schotland ·  Sovjet-Unie ·  Spanje · Tsjecho-Slowakije · Turkije · Wales ·  Zweden · Zwitserland

CAF: Madagaskar

CONMEBOL: Bolivia · Chili  · Colombia · Ecuador · Uruguay · Venezuela

UEFA: Albanië · Andorra · Armenië · Azerbeidzjan · België · Bosnië en Herzegovina · Bulgarije · Cyprus · Denemarken · (West-)Duitsland · Duitse Democratische Republiek · Engeland · Estland · Faeröer · Finland · Frankrijk · Georgië · Griekenland · Hongarije · IJsland · Ierland · Israël · Italië · Joegoslavië · Kroatië · Letland · Liechtenstein · Litouwen · Luxemburg · Malta · Moldavië · Nederland · Noord-Ierland · Noord-Macedonië · Noorwegen · Oekraïne · Oostenrijk · Polen · Portugal · Roemenië · Rusland · San Marino · Schotland · Slovenië · Slowakije · Sovjet-Unie/GOS ·  Spanje · Tsjechië · Tsjecho-Slowakije · Turkije · Wales · Wit-Rusland · Zweden · Zwitserland

AFC: Kazachstan

CAF: Madagaskar

CONCACAF: Belize · Canada
1. ↑  Oorspronkelijk EK 1992 kwalificatie